# الحقبة الحديثة المتأخرة
أتت الحقبة الحديثة المتأخرة بعد الحقبة الحديثة المبكرة من العصر الحديث. وبدأت في منتصف القرن 18 تقريبًا، وأما نهايتها فقد اختلفت حسب المؤرخين، منهم من ذكر نهايتها ببداية التاريخ المعاصر بعد الحرب العالمية الثانية، والبعض شملها حتى يومنا هذا. ومن معالمها التاريخية البارزة: الثورة الأمريكية والثورة الفرنسية والثورة الصناعية والثورة الروسية. استغرق الأمر من بداية تاريخ البشرية حتى 1804 ليصل عدد سكان العالم إلى مليار نسمة؛ وجاء المليار التالي بعد أكثر من قرن بقليل، أي في سنة 1927.

## الأحداث المهمة
نتيجة للثورة الصناعية والثورات السياسية في أوائل العصر الحديث، برزت نظرة عالمية للحداثة، فبدأ التصنيع في العديد من الدول مع التحول الصناعي في بريطانيا. وأهم الجوانب التي امتازت بها الحقبة الحديثة المتأخرة:
- زيادة أهمية العلم والتكنولوجيا.
- انتشار الحركات الاجتماعية.
- مؤسسة التمثيل الديمقراطي.
- إلغاء العبودية.
- الإمبريالية الجديدة والتدافع على أفريقيا ثم بعدها إنهاء الاستعمار.
- التصنيع.
- التحضر.
- زيادة دور الطب ومعالجة الصرف الصحي.
- انتشار كبير لمحو الأمية الجماهيرية وانتشار وسائل الإعلام.
- حقوق المرأة.
- الاشتراكية والحرب الباردة.
- التحول الديموغرافي.
- الثورة الخضراء في الزراعة.
- عصر المعلومات في نهاية القرن 20 وبداية القرن 21.

ومن الأحداث المهمة التي ظهرت في الحقبة الحديثة المتأخرة:
- حروب الأفيون والمعاهدات غير المتكافئة في الصين (حوالي منتصف القرن 19).
- ثورات 1848 الفاشلة في أوروبا.
- تطور التلغراف (أواخر القرن الثامن عشر) واعتماد شفرة مورس (حوالي منتصف القرن التاسع عشر).
- الحرب الأهلية الأمريكية (1860-1865) وإلغاء الرق في الولايات المتحدة (1863-1865).
- إحياء مييجي في اليابان (1868).
- الحرب الفرنسية البروسية (1870-1871) وتوحيد ألمانيا (1871) وتوحيد إيطاليا (1871).
- مؤتمر برلين (1884-1885) والتدافع على أفريقيا.
- تطور الاتصالات الراديوية (1894).
- الحرب الإسبانية الأمريكية وضم الولايات المتحدة الفلبين إليها.
- الحرب العالمية الأولى (1914-1918) وسقوط الإمبراطوريات النمساوية المجرية والعثمانية.
- اتفاقية سايكس بيكو (1916) بين الإمبراطوريتين البريطانية والفرنسية ترسم الحدود الحديثة بين سوريا والعراق.
- الثورة الروسية (1917) والحرب الأهلية الروسية (1917-1922).
- حرب الاستقلال التركية (1919-1922)؛ الإبادة الجماعية اليونانية (1913-1922) والأرمن (1914-1923) والآشوريون (1914-1924).
- مسيرة روما وظهور الفاشية في إيطاليا (1922).
- الكساد الكبير (1929 - أواخر الثلاثينيات) في جميع أنحاء العالم والصفقة الجديدة في الولايات المتحدة.
- انقلاب بير هول الفاشل (1923) ووصول هتلر للسلطة في ألمانيا (1931-1933).
- المجاعة السوفيتية 1932-1933، بالإضافة إلى المجاعة الكبرى في أوكرانيا السوفيتية والمجاعة الكازاخية في كازاخستان السوفيتية.
- الغزو الياباني لمنشوريا (1931) والحرب الصينية اليابانية الثانية (1937-1945).
- الحرب العالمية الثانية (1939-1945) واحتلال النازيون لأوروبا (1941-1945).
- تأسيس الأمم المتحدة (1945) خلفًا لعصبة الأمم (1920-1946).
- مجاعة البنغال 1943 وتقسيم الهند عن الإمبراطورية البريطانية (1947).
- الحرب الأهلية الصينية (بداية من 1927) والثورة الشيوعية الصينية (1945-1949).
- الحرب الباردة (1947-1991) (ومنها حصار برلين (1948-1949) والحرب الكورية (1950-1953) والثورة المجرية 1956 والثورة الكوبية (1953-1959) وأزمة الصواريخ الكوبية (1962) وحرب فيتنام (1955-1975) وربيع براغ في تشيكوسلوفاكيا (1968) والحرب السوفيتية الأفغانية (1979-1989)).
- اجتثاث الستالينية (منتصف الخمسينيات) وذوبان خروتشوف (خمسينيات وأوائل الستينيات) في الاتحاد السوفيتي والانقسام الصيني السوفياتي التالي (1956-1966).
- حملة القفزة العظيمة للأمام (1958-1962) في الصين تلتها مجاعة الصين الكبرى (1959-1961) ثم الثورة الثقافية (1966-1976).
- حركة الحقوق المدنية 1954-1968 في الولايات المتحدة.
- الرحلات الفضائية الأولى وبداية عصر الفضاء (1957 إلى الوقت الحاضر) وسباق الفضاء وأول رجل إلى الفضاء (1961) وأول رجل على سطح القمر (1969).
- الإبادة الجماعية في بنغلاديش 1971 وحرب تحرير بنغلاديش من باكستان (1971).
- حرب الأيام الستة (1967) وحرب أكتوبر (1973) في الشرق الأوسط، وما تلاها من حظر نفطي لمنظمة أوبك ضد الدول الغربية (1973).
- الإبادة الجماعية في كمبوديا (1975-1979).
- الثورة الإيرانية (1979) والحرب الإيرانية العراقية (1980-1988).
- الغزو العراقي للكويت (1990) وحرب الخليج (1990-1991).
- تفكك الاتحاد السوفيتي والكتلة الشرقية (1989-1991)، وإعادة توحيد ألمانيا الغربية مع الشرقية (1990).

### نهاية الحقبة الحديثة المتأخرة
هناك عدة مذاهب ذهبت في تحديد أو استنتاج محتمل لنهاية الحقبة الحديثة المتأخرة، أو ما يمكن اعتباره قد انتهى كليًا؛ فإذا انتهت تلك الفترة فعليًا، فهناك خيارات مختلفة في تسمية الحقبة اللاحقة أي الحقبة المعاصرة، كما هو موضح أدناه:
- عصر المعلومات هي فترة تاريخية بدأت من منتصف القرن العشرين، وتميزت بتحول تاريخي سريع من الصناعة التقليدية التي أسستها الثورة الصناعية إلى اقتصاد يعتمد أساسًا على تكنولوجيا المعلومات.[2][3][4][5]
- يميز بعض الباحثين نهاية الحقبة الحديثة المتأخرة من خلال الاهتمامات بالبيئة التي بدأت في 1950، حيث مثلت تلك نهاية الثقة الحديثة حول هيمنة البشر على عالم الطبيعة.[6]
- عصر ما بعد الحداثة هي الحالة الاقتصادية أو الثقافية للمجتمع الذي يقال إنه كان موجودًا بعد الحداثة.[nb 1] ترى بعض المدارس الفكرية أن الحداثة انتهت أواخر القرن العشرين - في الثمانينيات أو أوائل التسعينيات - وأنه تم استبدالها إلى ما بعد الحداثة، وما زال البعض الآخر يوسع الحداثة لتغطي إلى ما بعد الحداثة، بينما يعتقد البعض الآخر أن الحداثة انتهت مع انتهاء الحرب العالمية الثانية. توصف فكرة حالة ما بعد الحداثة أحيانًا بأنها ثقافة مجردة من قدرتها على العمل في أي حالة مستقيمة أو مستقلة، على سبيل المثال: الانعزالية الارتدادية وهي عكس الحالة الذهنية التقدمية للحداثة.[7]

ما بعد الحداثة هو موقف فكري أو نمط من الخطاب تم تعريفه من خلال وضع المتشكك تجاه ما تصفه بالسرديات الكبرى وأيديولوجيات الحداثة. يشكك أو ينتقد وجهات النظر المرتبطة بعقلانية التنوير التي يعود تاريخها إلى القرن السابع عشر.
- مرحلة مجتمع ما بعد الصناعي هي مرحلة تطور المجتمع عندما يولد قطاع الخدمات ثروة أكثر من قطاع التصنيع في الاقتصاد.والمصطلح ذكره آلان تورين، وارتبط ارتباطًا وثيقًا بمفاهيم نظرية اجتماعية مماثلة مثل ما بعد الفوردية ومجتمع المعلومات واقتصاد المعرفة والاقتصاد ما بعد الصناعي والحداثة السائلة ومجتمع الشبكة. يمكن استخدامها جميعًا في تخصصات الاقتصاد أو العلوم الاجتماعية كخلفية نظرية عامة في تصميم البحث. مع استخدام المصطلح بدأت تظهر بعض الموضوعات المشتركة. أولاً يمر الاقتصاد بمرحلة انتقالية من إنتاج السلع إلى تقديم الخدمات؛ بالإضافة إلى إنتاج الأفكار وهي طريقة مهمة لتنمية الاقتصاد. واستخدم هذا المصطلح العديد من الباحثين وعلماء الاجتماع.[12][13][14]

### التقسيمات الممكنة
بالإضافة إلى ذلك يمكن تقسيم الحقبة الحديثة المتأخرة إلى فترات أصغر مختلفة؛ هناك آراء ومقاربات متباينة حول الفترات الزمنية التي يجب التأكيد عليها عند القيام بذلك.
- حقبة ما بعد الحرب. تشير هذه الفترة بشكل أساسي إلى التاريخ الاجتماعي والنشاط الاقتصادي المحلي، من حيث صلتها بالتقدم المجتمعي والتوسع الاقتصادي بعد الحرب العالمية الثانية الذي حدث في الولايات المتحدة وأجزاء من العالم الغربي.
- عصر ما بعد الاستعمار. يتعلق هذا بالتوسع الكبير بإنهاء الاستعمار الذي حدث كنتيجة مباشرة للحرب العالمية الثانية من 1946 فصاعدًا، حيث تخلت القوى الأوروبية الكبرى رسميًا عن السيطرة السياسية على جميع مستعمراتها وممتلكاتها في الخارج تقريبًا، مما أدى إلى تشكيل دول جديدة كبرى بسيادة كاملة.
- حقبة الحرب الباردة. كانت الحرب الباردة فترة توتر جيوسياسي بين الولايات المتحدة والاتحاد السوفيتي وحلفائهما من الكتلة الغربية والكتلة الشرقية، والتي بدأت في أعقاب الحرب العالمية الثانية. لم يتفق المؤرخون على نقطتي البداية والنهاية، ولكن تعتبر الفترة عمومًا امتدادًا لمبدأ ترومان سنة 1947 (12 مارس 1947) حتى تفكك الاتحاد السوفيتي في 1991 (26 ديسمبر 1991).[15] واستخدم مصطلح الحرب الباردة لأنه لم يكن هناك قتال واسع النطاق مباشرة بين القوتين العظميين، لكن كانا داعمين للصراعات الإقليمية الكبرى المعروفة باسم الحروب بالوكالة.

في عام 1989 وبعد مشروع النزهة في عموم أوروبا سقط الستار الحديدي فاندلعت موجة من الثورات السلمية (باستثناء رومانيا وأفغانستان) مما أطاح بجميع الحكومات الشيوعية تقريبًا في الكتلة الشرقية. فقد الحزب الشيوعي للاتحاد السوفياتي نفسه السيطرة على الاتحاد السوفيتي وتم حظره بعد محاولة انقلاب فاشلة في أغسطس 1991. وقد أدى هذا بدوره إلى حل الاتحاد السوفيتي رسميًا في ديسمبر 1991، وإعلان استقلال الجمهوريات المكونة له، وانهارت تبعًا لذلك الحكومات الشيوعية في معظم أفريقيا وآسيا، فتُركت الولايات المتحدة القوة العظمى الوحيدة في العالم.
- الثورة الرقمية (المعروفة أيضًا باسم الثورة الصناعية الثالثة) هي التحول من التكنولوجيا الإلكترونية الميكانيكية والتناظرية إلى الإلكترونيات الرقمية التي بدأت في النصف الأخير من القرن 20، مع اعتماد وانتشار أجهزة الكمبيوتر الرقمية وحفظ السجلات الرقمية، والتي استمرت حتى يومنا هذا.[16] ضمنيًا يشير المصطلح أيضًا إلى التغييرات الشاملة التي أحدثتها تقنيات الحوسبة الرقمية والاتصالات خلال تلك الفترة. من نظيراتها من الثورة الزراعية والثورة الصناعية شكلت الثورة الرقمية بداية عصر المعلومات.[17] ركزت تلك الثورة على الإنتاج الضخم والاستخدام الواسع للمنطق الرقمي والموسفت (ترانزستور MOS) ورقائق الدوائر المتكاملة (IC) والتقنيات المشتقة منها مثل أجهزة الكمبيوتر والمعالجات الدقيقة والهواتف الخلوية الرقمية والإنترنت.[18] لقد غيرت تلك الابتكارات التكنولوجية تقنيات الإنتاج والأعمال التقليدية.[19]
- بدأ عصر الإنترنت في أواخر 1990 عندما اخترع تيم بيرنرز لي HTML، وأنشأ أول صفحة ويب في العالم مما مثل بداية شبكة الويب العالمية.

## الثورات الصناعية

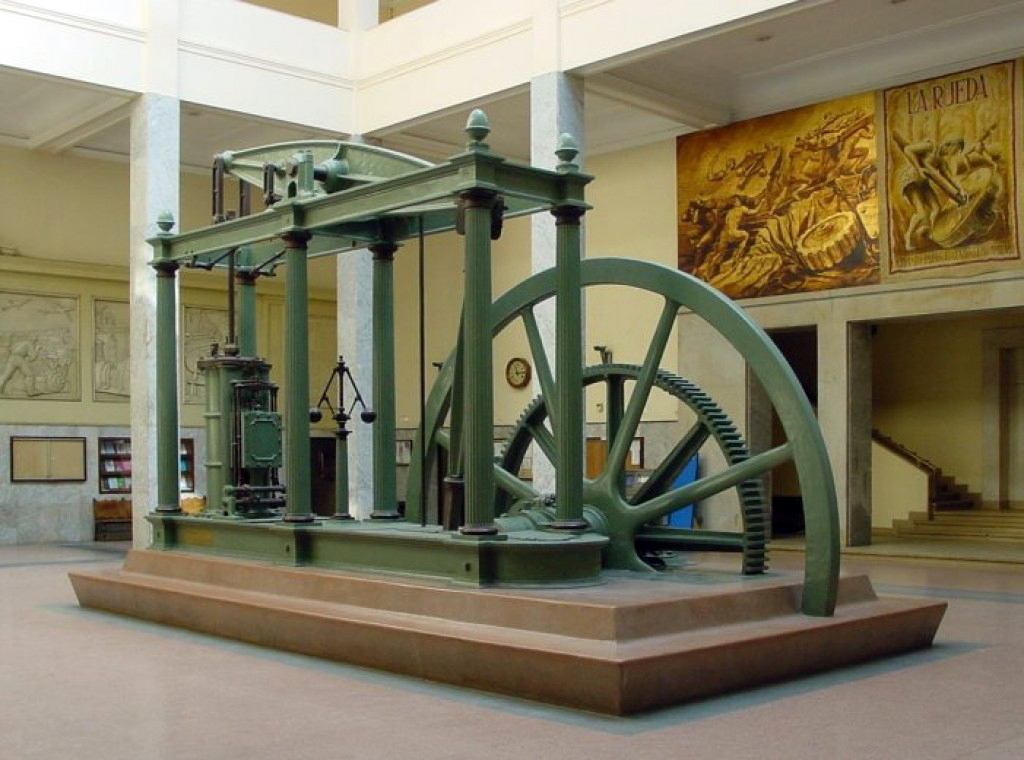
محرك جيمس وات البخاري

أشعل اختراع المحرك البخاري الثورة الصناعية في بريطانيا. فقد كانت مهمته هي سحب المياه من مناجم الفحم، مما يمكن من تعميقها بما يتجاوز مستويات المياه الجوفية. بداية الثورة الصناعية ليس دقيقًا، لكن أشارت بعض الدراسات على أنه بدأ بعد غزو شركة الهند الشرقية لصوبة البنغال، ومملكة ميسور وبقية الهند، والتي كانت تراقب بالفعل التصنيع الأولي. أكد إريك هوبسباوم أنها اندلعت في عقد 1780 ولم يتم الشعور بها بالكامل حتى مابين عقد 1830 و 1840، بينما ذكر تي إس. أشتون أنها حدثت بين عامي 1760 و 1830 (في الواقع في عهد جورج الثالث، وفترة الوصاية وجورج الرابع). كانت التغييرات العظيمة التي حدثت في الفترات ماقبل القرن التاسع عشر أكثر ارتباطًا بالأفكار أو الدين أو الغزو العسكري، ولم يكن التقدم التكنولوجي قد أحدث سوى تغييرات طفيفة في الثروة المادية للناس العاديين.
اندمجت الثورة الصناعية الأولى في الثورة الصناعية الثانية حوالي 1850 عندما اكتسب التقدم التكنولوجي والاقتصادي زخمًا مع تطور السفن البخارية والسكك الحديدية، وفي وقت لاحق في القرن التاسع عشر باستخدام محرك الاحتراق الداخلي وتوليد الطاقة الكهربائية. كانت الثورة الصناعية الثانية مرحلة من مراحل الثورة الصناعية. المسمى بالثورة الفنية المنفصلة. من وجهة نظر تكنولوجية واجتماعية لا يوجد فاصل واضح بين الاثنين. حدثت ابتكارات رئيسية خلال الفترة في الصناعات الكيميائية والكهربائية والبترولية والصلب. واحتوت تلك التطورات إدخال توربينات بخارية تعمل بالزيت وسفن فولاذية مدفوعة بالاحتراق الداخلي وتطوير الطائرة والتسويق العملي للسيارات والإنتاج الضخم للسلع الاستهلاكية وإتقان التعليب والتبريد الميكانيكي وتقنيات حفظ الطعام الأخرى واختراع الهاتف.

### النمو الصناعي

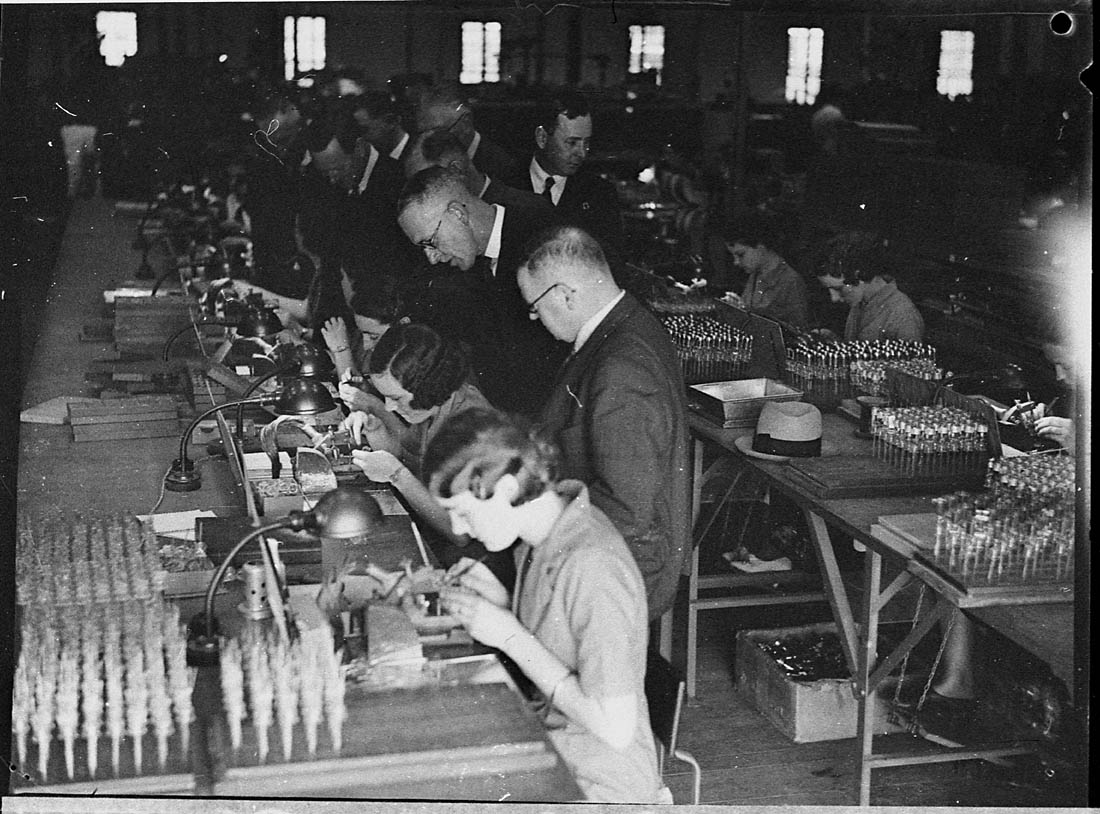
شهدت الحقبة الحديثة المتأخرة تغيرات شديدة في طريقة عيش الناس، مثل النمو الصناعي. وتُظهر الصورة نساء يعملن على قطع في مصنع AWA سنة 1936 بينما ينظر الرجال إليهن.

النمو الصناعي هي عملية تغيير اجتماعي واقتصادي بحيث تم تحويل مجموعة بشرية من مجتمع ما قبل الصناعي إلى مجتمع صناعي. إنه تقسيم فرعي لعملية تحديث أكثر عمومية، حيث يرتبط التغير الاجتماعي والتنمية الاقتصادية ارتباطًا وثيقًا بالابتكار التكنولوجي، لا سيما مع تطوير إنتاج الطاقة والمعادن على أوسع نطاق. إنه التنظيم الشامل للاقتصاد لغرض التصنيع. يقدم التصنيع أيضًا شكلاً من أشكال التغيير الفلسفي، حيث يعطي الناس سلوكًا مغايرًا تجاه الطبيعة.

### ثورة التصنيع والطاقة

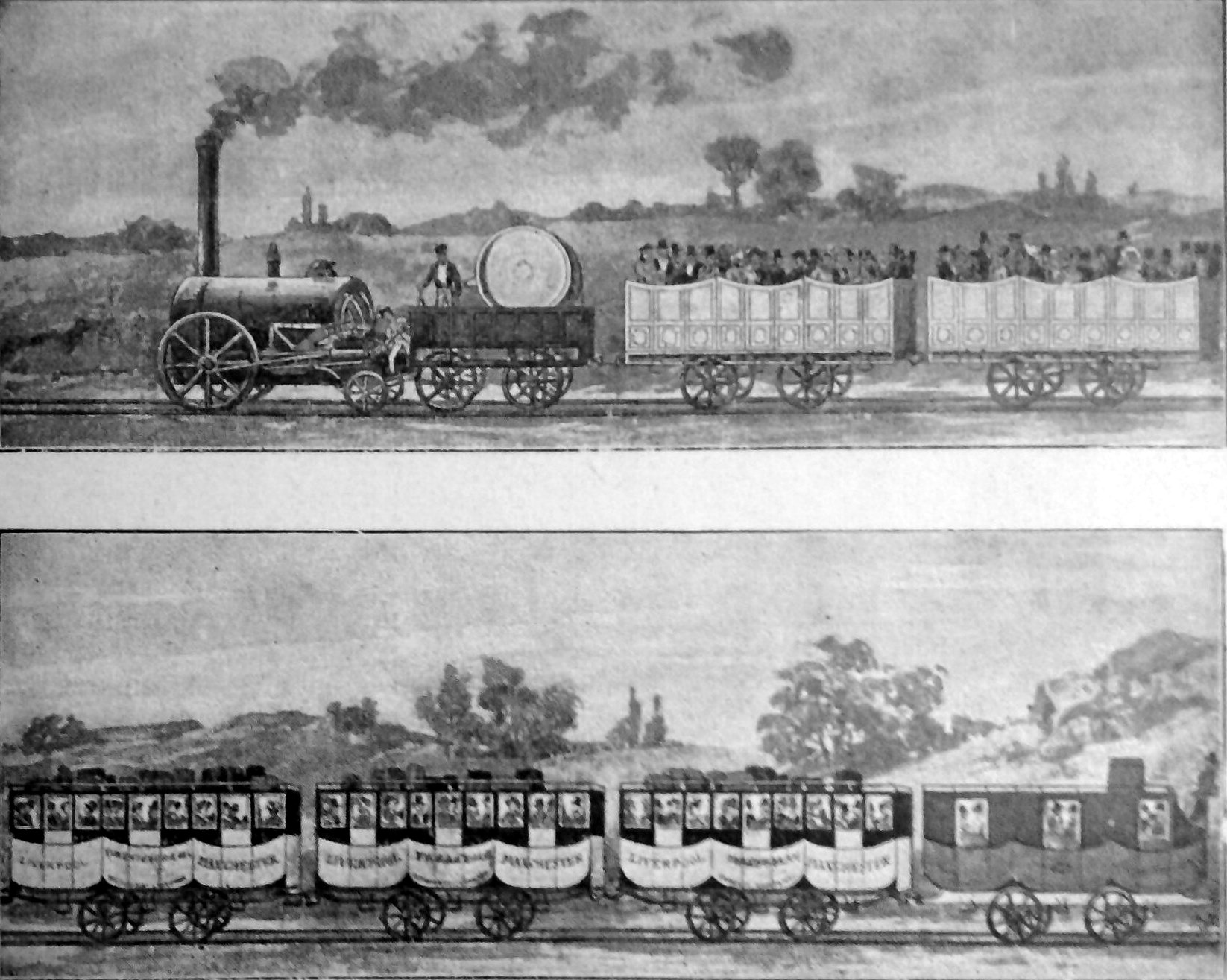
سكة حديد ليفربول-مانشستر سنة 1830، أول قطار ركاب في العالم.

تمت إزاحة الاقتصاد القائم على العمل اليدوي باقتصاد هيمنت عليه الصناعة وتصنيع الآلات. فبدأت بميكنة صناعات النسيج وتطوير تقنيات صنع الحديد، ثم التوسع التجاري بعد فتح القنوات وتحسين الطرق ثم السكك الحديدية.
أدى إدخال الطاقة البخارية (التي يغذيها الفحم بشكل أساسي) والآلات التي تعمل بالطاقة (بالذات في صنع المنسوجات) إلى تعزيز الزيادات الهائلة في الطاقة الإنتاجية. سهّل تطوير أدوات عدة الصيانة من المعدن بالكامل في العقدين الأولين من القرن 19 تصنيع المزيد من آلات الإنتاج للتصنيع في الصناعات الأخرى.
بدأت صناعة النفط الحديثة في 1846 باكتشاف عملية تكرير الكيروسين من الفحم بواسطة نوفا سكوتيان أبراهام غيسنر. قام إغناسي لوكاسيفيتش بتحسين طريقة غيسنر لتطوير وسيلة لتكرير الكيروسين من النفط الصخري المتسرب والمتاح بسهولة أكبر سنة 1852 وفي السنة التالية تم بناء أول منجم للزيت الصخري في بوبركا بالقرب من كروسنو في غاليسيا. وفي 1854 كان بنيامين سيليمان أستاذ العلوم في جامعة ييل في نيو هافن أول من قام بتجزئة البترول عن طريق التقطير. انتشرت هذه الاكتشافات بسرعة في جميع أنحاء العالم.

### أشهر المهندسين

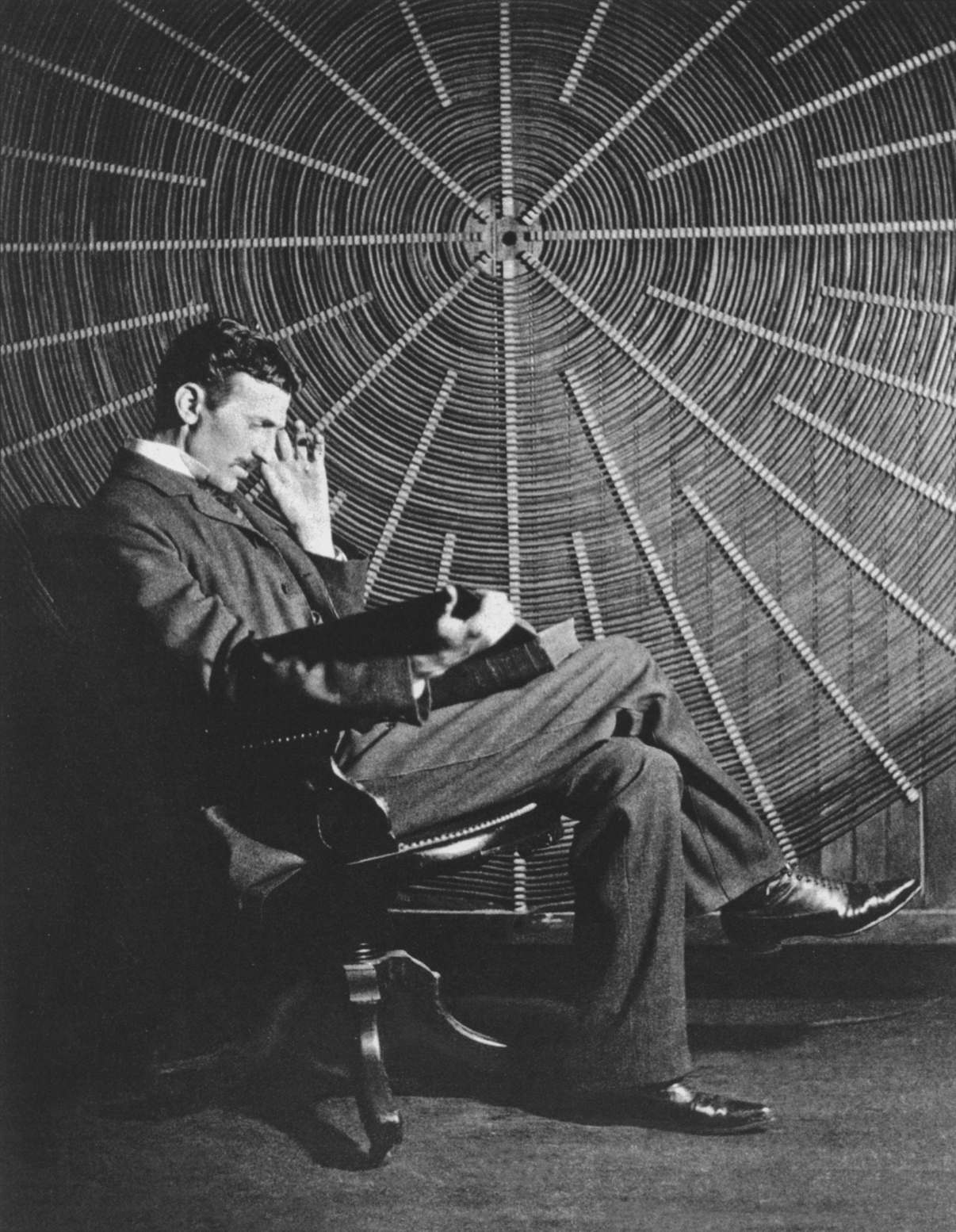
نيكولا تيسلا بمحوله عالي التردد في شارع إيست هيوستن، نيويورك

تراوحت الإنجازات الهندسية للثورة من الكهرباء إلى التطورات في علم المواد. قدمت التطورات مساهمة كبيرة في نوعية الحياة. ففي الثورة الأولى كان لويس بول المخترع الأصلي للغزل الدوار، وهو أساس الإطار المائي لغزل القطن في مصنع غزل قطن. كانت التحسينات التي أدخلها ماثيو بولتون وجيمس وات على المحرك البخاري أساسية للتغييرات التي أحدثتها الثورة الصناعية في كل من مملكة بريطانيا العظمى والعالم.
وفي أواخر الثورة الثانية طور توماس إديسون العديد من الأجهزة التي أثرت بشكل كبير على الحياة حول العالم وغالبًا ما يُنسب إليها إنشاء أول مختبر للأبحاث الصناعية. في 1882 قام إديسون بتشغيل أول شبكة إمداد كهربائية واسعة النطاق في العالم والتي وفرت تيارًا مباشرًا بجهد 110 فولت إلى تسعة وخمسين عميلًا في مانهاتن السفلى. وفي نهاية الثورة الصناعية الثانية قدم نيكولا تيسلا العديد من المساهمات في مجال الكهرباء والمغناطيسية في نهاية القرن 19 وبداية القرن 20.

### التأثيرات الاجتماعية والطبقية
كانت الثورات الصناعية عبارة عن تغيرات تكنولوجية واجتماعية اقتصادية وثقافية كبيرة في نهاية القرن 18 وبداية القرن 19، والتي بدأت في بريطانيا وانتشرت في جميع أنحاء العالم. انتشرت التأثيرات في جميع أنحاء أوروبا الغربية وأمريكا الشمالية في القرن 19، مما أثر في النهاية على غالبية العالم. وتأثير هذا التغيير على المجتمع كان هائلاً وغالبًا ما يُقارن بثورة العصر الحجري الحديث عندما طور الجنس البشري الزراعة وتخلوا عن أسلوب حياتهم القبلي.
لقد قيل أن نصيب الفرد من الناتج المحلي الإجمالي كان أكثر استقرارًا وتقدم بمعدل بطيء جدا حتى قدوم الثورة الصناعية وظهور الاقتصاد الرأسمالي الحديث، وأنه منذ ذلك الحين زاد بسرعة في البلدان الرأسمالية.

#### ثورات أوروبا 1848

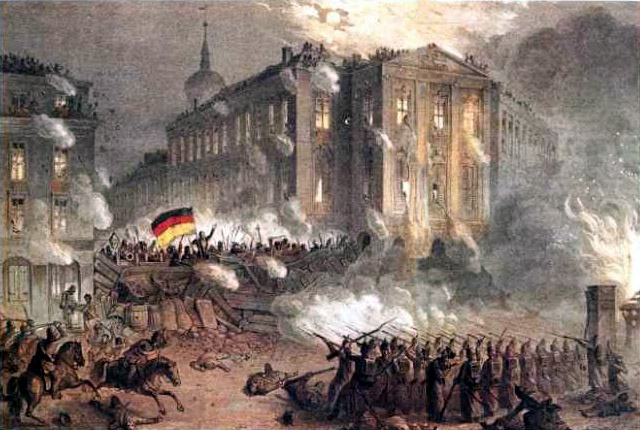
الثورة الألمانية، برلين 1848

كانت الثورات الأوروبية لسنة 1848 والمعروفة في بعض البلدان باسم ربيع الشعوب أو عام الثورة، هي سلسلة من الاضطرابات السياسية في جميع أنحاء القارة الأوروبية، ووُصفت بأنها موجة ثورية، وعدت من أكثر الموجات الثورية انتشارا في تاريخ أوروبا. بدأت في فرنسا ثم سرعان ما امتدت إلى بقية أوروبا. وعلى الرغم من إخماد معظمها بسرعة، إلا أنه ظهر في العديد من المناطق اضطرابات وعنف شديدين، حيث تعرض عشرات الآلاف من الأشخاص للتعذيب والقتل. ولكن كانت لتلك الثورات انعكاسات وآثار سياسية مباشرة، وتداعيات بعيدة المدى.

#### إصلاحية العصر الصناعي
بدأت حركات إصلاح العصر الصناعي بتغيير المجتمع تدريجيًا بدلاً من حلقات من تغيرات أساسية سريعة. غالبًا ما كانت أفكار الإصلاحيين ترتكز على الليبرالية، على الرغم من أنها امتلكت أيضًا جوانب من المفاهيم الطوباوية والاشتراكية والدينية. قامت الحركة الراديكالية بحملة من أجل الإصلاح الانتخابي، وإصلاح القوانين الرديئة والتجارة الحرة وإصلاح التعليم وإصلاح البريد وإصلاح السجون والصرف الصحي العام.
بعد أفكار التنوير نظر الإصلاحيون إلى الثورة العلمية والتقدم الصناعي لحل المشكلات الاجتماعية التي نشأت مع الثورة الصناعية. جمعت فلسفة نيوتن الطبيعية بين رياضيات البرهان البديهي وميكانيكا الرصد الفيزيائي، مما أسفر عن نظام متماسك للتنبؤات التي يمكن التحقق منها واستبدال الاعتماد السابق على الوحي والحقيقة الملهمة. تم تطبيق هذا النهج على الحياة العامة، وأسفر عن العديد من الحملات الناجحة لتغيير السياسة الاجتماعية.

### الإمبراطورية الروسية

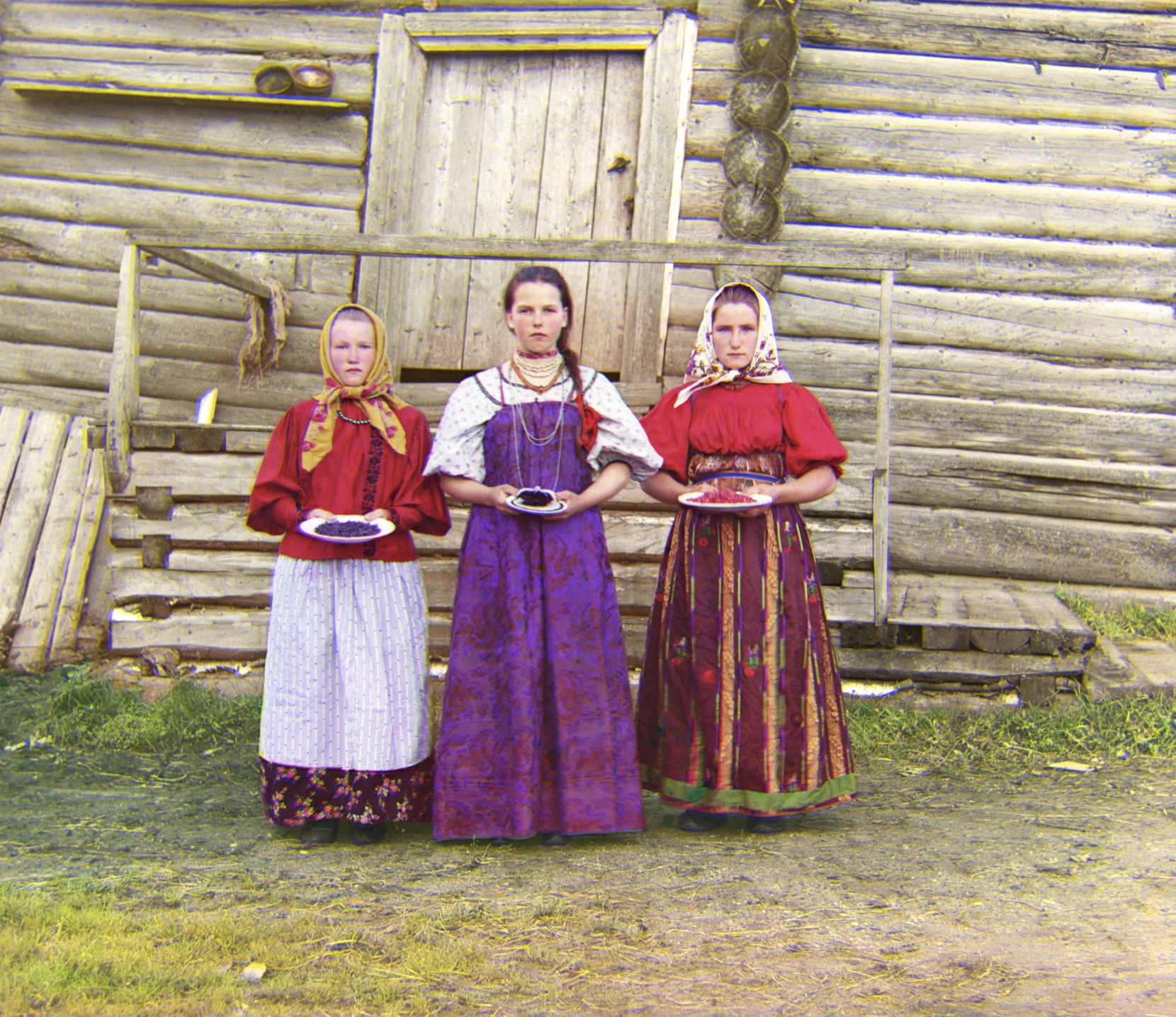
فتيات من الريف الروسي، 1900

أعلن بطرس الأكبر (1682-1725) عن روسيا الإمبراطورية سنة 1721، وأصبح معترفًا بها كونها قوة عالمية. فتمكن من هزيمة السويد في حرب الشمال العظمى، مما أجبرها على التنازل عن غرب كاريليا وإنغيريا (وقد خسرتهما روسيا في فترة الاضطرابات)، بالإضافة إلى إستلاند وليفلاند، مما ضمن وصول روسيا إلى البحر والتجارة البحرية. وقد أنشأ على بحر البلطيق عاصمة جديدة أسماها سانت بطرسبرغ، عُرفت فيما بعد باسم نافذة روسيا على أوروبا. ومع إصلاحاته أدخل على روسيا تأثير ثقافي كبير لأوروبا الغربية. وسعت كاترين الثانية (العظيمة) التي حكمت 1762-1796 سيطرة السياسة الروسية على الكومنولث البولندي الليتواني ودمجت معظم أراضيها في روسيا مع تقسيم بولندا، ودفعت الحدود الروسية غربًا وجنوبيًا. واستعمرت روسيا الأراضي الآسيوية الشاسعة في سيبيريا متوسعة براً حتى ساحل المحيط الهادئ في آسيا وأمريكا الشمالية. مع احتضان المملكة الكبيرة للنظام الملكي المطلق، ظلت روسيا أكثر تحفظًا من جيرانها الغربيين. وفي سنة 1812 غزت فرنسا روسيا، ولكن خسارة فرنسا جعل من روسيا قوة عظمى. ومع ذلك لم يدخل التصنيع إلى روسيا حتى عقد 1870. ألغيت ممارسة قنانة العصور الوسطى في إصلاحات سنة 1861 فتحرر أكثر من ثلاثين مليون فلاح روسي. فظهر أخيرًا اقتصاد السوق في الإمبراطورية الروسية، ولكن ذلك أشعل الحرب الطبقية، بالإضافة إلى أن الأمة ضعيفة بسبب تنافسها مع الإمبراطورية البريطانية والدولة العثمانية واليابان.

## أمريكا الشمالية

لوحة إعلان الاستقلال لجون ترمبل، يُظهر لجنة الخمسة المسؤولة عن صياغة الإعلان في 1776 حيث تقدم أعمالها إلى المؤتمر القاري الثاني في فيلادلفيا

كانت الحروب الفرنسية والهندية عبارة عن سلسلة من الصراعات في أمريكا الشمالية، وهي تمثل الحروب الأوروبية. ففي كيبيك يشار إليها باسم حروب ما بين المستعمرين. فقد كانت جميعها بين بريطانيا العظمى ومستعمراتها وحلفاءها من الهنود الأمريكيين من جهة وفرنسا ومستعمراتها وحلفائها الهنود من جهة أخرى، وإن ساهمت في بعض النزاعات القوات الإسبانية والهولندية.
كانت المستعمرات الفرنسية والبريطانية المتوسعة تتنافس على السيطرة على مناطق في الساحل الغربي أو بالداخل. كلما تحاربت الدول الأوروبية فيما بينها، اندلعت بين المستعمرات أعمال قتالية، على الرغم من أن تواريخ صراع المستعمرات لا تتطابق بالضرورة مع تلك التي تجري بالقارة الأوروبية.
استهل عصر الثورة باندلاع الثورة الأمريكية وما تلاها من اضطرابات سياسية خلال النصف الأخير من القرن 18، حيث قامت المستعمرات الثلاثة عشر في أمريكا الشمالية بالإطاحة بحكم برلمان بريطانيا العظمى، ومن ثم رفض النظام الملكي البريطاني نفسه لتصبح دولة ذات سيادة إسمها: «الولايات المتحدة الأمريكية». ففي هذه الفترة رفضت المستعمرات أن يحكمها البرلمان دون تمثيل لها داخله، فشكلت دولًا مستقلة تتمتع بالحكم الذاتي. ثم انضم الكونغرس القاري الثاني معها ضد البريطانيين للدفاع عن هذا الحكم الذاتي في النزاع المسلح من 1775 إلى 1783 المعروف باسم الحرب الثورية الأمريكية (وتسمى أيضًا حرب الاستقلال الأمريكية).
ففي يونيو 1776 تم تعيين بنيامين فرانكلين عضوًا في لجنة الخمسة التي صاغت إعلان الاستقلال. على الرغم من أنه كان معاقًا مؤقتًا بسبب النقرس وغير قادر على حضور معظم اجتماعات اللجنة فقد أجرى فرانكلين عدة تغييرات صغيرة على المسودة التي أرسلها إليه توماس جيفرسون. وفي تلك المسودة رفضت الولايات حكم البرلمان، وبالتالي رفضت الولايات المتحدة الجديدة شرعية الولاء للنظام الملكي. وفي 4 يوليو 1776 صدر إعلان الاستقلال عن بريطانيا العظمى وتشكيل اتحاد تعاوني. فبدأت الحرب الأمريكية في ليكسينغتون وكونكورد. احتدمت الحرب لمدة سبع سنوات، وفي النهاية هزمت الولايات المتمردة بريطانيا العظمى في الحرب الثورية الأمريكية، وهي أول حرب ناجحة من أجل الاستقلال ضد الاستعمار، تلاه تخلي بريطاني رسمي عن أي مطالبة للولايات المتحدة بموجب معاهدة باريس.
نشأت الولايات المتحدة الحالية بعد اتفاقية فيلادلفيا سنة 1787؛ التصديق على دستور الولايات المتحدة في العام التالي جعل الولايات جزءًا من جمهورية واحدة بحكومة مركزية محدودة. تم التصديق على وثيقة الحقوق، التي تضم عشرة تعديلات دستورية تضمن العديد من الحقوق والحريات المدنية الأساسية في 1791.

## الهيمنة الأوروبية والقرن التاسع عشر
يعرّف المؤرخون الحقبة التاريخية للقرن التاسع عشر بأنها تمتد من 1815 (مؤتمر فيينا) إلى 1914 (اندلاع الحرب العالمية الأولى). بالإضافة إلى ذلك فقد عرّفه إريك هوبسباوم بأنه «القرن التاسع عشر الطويل» الممتد من 1789 إلى 1914.

### الإمبريالية والإمبراطوريات
في القرن 19 وبداية القرن 20 بدأت الإمبراطوريات العظمى والكبيرة مثل إسبانيا والدولة العثمانية ومغول الهند والبرتغال بالتفكك. إسبانيا التي كانت أقوى دولة في أوروبا في أحد الأوقات، بدأت بالضعف ولفترة طويلة. وعندما أصابها غزو نابليون بونابرت بالشلل، شعرت مستعمرات إسبانيا الشاسعة في أمريكا الجنوبية بأن الوقت مناسب للاستقلال، فبدأت سلسلة من التمردات التي انتهت بحصول جميع الأراضي الإسبانية تقريبًا على استقلالها.
وكذلك تعرضت الدولة العثمانية التي كانت قوة عظمى في السابق إلى سلسلة من الثورات، مما أدى إلى سيطرة العثمانيين على منطقة صغيرة تحيط بالعاصمة إسطنبول.
مغول الهند المنحدرين من خانات المغول هزمهم اتحاد ماراثا الصاعد. كان كل شيء يسير على ما يرام بالنسبة للماراثيين حتى طمع البريطانيون بثروات الهند، وانتهى الأمر بهم أن احتلوا الهند الحديثة، وتجاوزوها إلى باكستان وبورما ونيبال وبنغلاديش وبعض المناطق الجنوبية من أفغانستان.
تم إصلاح الأراضي الشاسعة لملك البرتغال في البرازيل لتصبح إمبراطورية البرازيل المستقلة. ومع هزيمة فرنسا النابليونية أصبحت بريطانيا بلا شك أقوى دولة في العالم، وبنهاية الحرب العالمية الأولى سيطرت على ربع سكان العالم وثلث مساحة سطحه. ومع ذلك فإن قوة الإمبراطورية البريطانية لم تنته على اليابسة، بل كان لديها أعظم قوة بحرية على هذا الكوكب. مكنت الكهرباء والصلب والنفط ألمانيا من أن تصبح قوة دولية مكنها من إنشاء إمبراطوريتها الخاصة بها.
جرى انهاء الاستعمار في الأمريكتين بعد عدة ثورات وحروب الاستقلال خاضتها دول جديدة في الأمريكيين ضد المستعمرين الأوروبيين في أواخر القرن 18 وبداية القرن 19. استمرت حروب استقلال أمريكا الإسبانية من 1808 حتى 1829، وكانت مرتبطة ارتباطًا مباشرًا بالغزو الفرنسي النابليوني لإسبانيا. بدأ الصراع مع مجالس حاكمة لم تدم طويلاً تأسست في تشوكيساكا وكيتو معارضة لحكم المجلس العسكري المركزي الأعلى في إشبيلية. وعندما سقط المجلس المركزي في يد الفرنسيين، ظهرت عدة مجالس عسكرية جديدة في جميع أنحاء الأمريكتين، مما أدى في النهاية إلى ظهور دول مستقلة جديدة تمتد من الأرجنتين وتشيلي في الجنوب إلى المكسيك في الشمال. وبعد وفاة فيرناندو السابع ملك إسبانيا سنة 1833، ظلت كوبا وبورتوريكو تحت الحكم الإسباني حتى الحرب الإسبانية الأمريكية في 1898. وعلى عكس الإسبان لم يقسم البرتغاليون أراضيهم الاستعمارية في أمريكا. فخضعت القبطانية التي أنشئوها لإدارة مركزية في سلفادور (نقلت لاحقًا إلى ريو دي جانيرو) وكانت تخضع مباشرة للتاج البرتغالي حتى استقلالها في 1822 لتصبح إمبراطورية البرازيل.
كانت إصلاحات ميجي عبارة عن أحداث التي أدت إلى تغييرات هائلة في البنية السياسية والاجتماعية لليابان والتي كانت تسيطر بقوة في بداية عصر ميجي الذي تزامن مع افتتاح اليابان بوصول السفن السوداء للعميد البحري ماثيو بيري وجعلت الإمبراطورية اليابانية قوة عظمى. فشلت روسيا وأسرة تشينغ الصينية في مواكبة القوى العالمية الأخرى مما أدى إلى اضطرابات اجتماعية هائلة في كلتا الإمبراطوريتين. ضعفت القوة العسكرية لسلالة تشينغ خلال القرن التاسع عشر، وواجهت ضغوطًا دولية وتمردات هائلة وهزائم في الحروب، وتضعضعت السلالة بعد منتصف القرن التاسع عشر.
سيطرت القوى الأوروبية على أجزاء من أوقيانوسيا، فرنسا أخذت كاليدونيا الجديدة في 1853 وبولينيزيا الفرنسية في 1889؛ وأسس الألمان مستعمرات في غينيا الجديدة في 1884، وساموا في 1900. وتوسعت الولايات المتحدة في المحيط الهادئ وأصبحت هاواي إقليمًا أمريكيًا في 1898. أدت الخلافات بين الولايات المتحدة وألمانيا والمملكة المتحدة حول ساموا إلى الاتفاقية الثلاثية سنة 1899.

### العصر الفيكتوري البريطاني

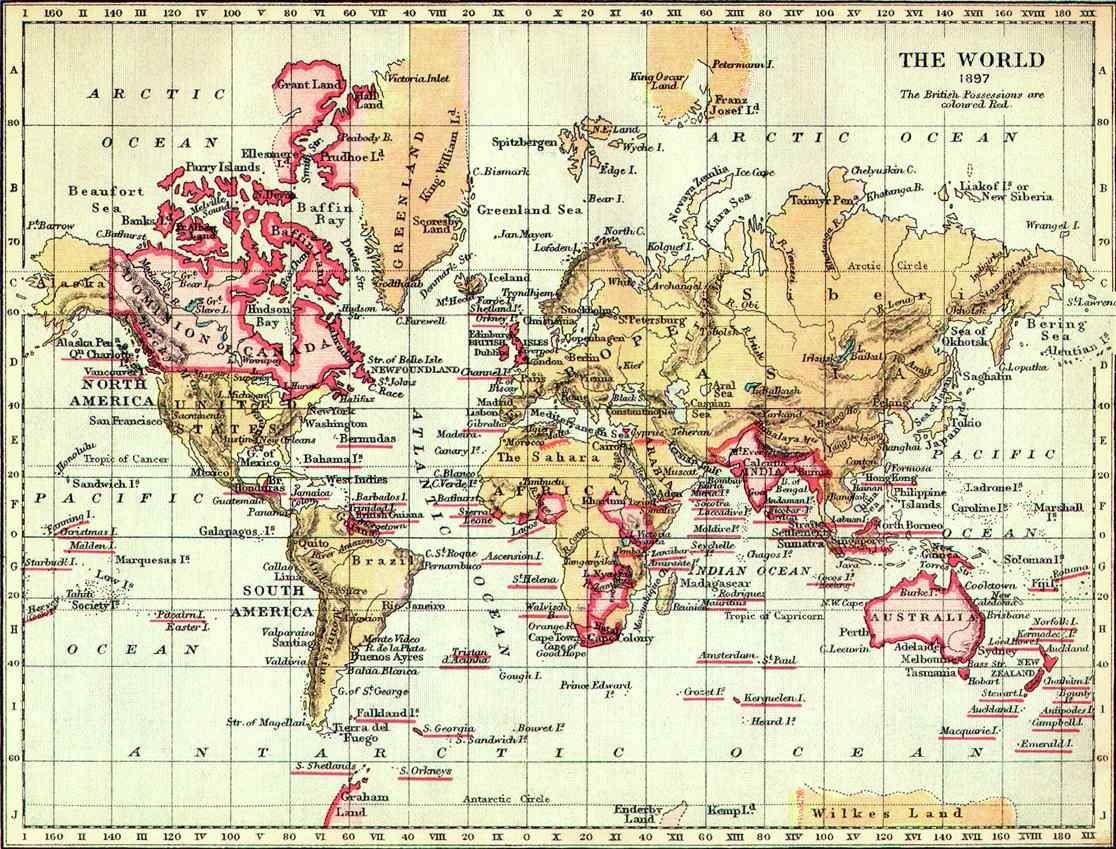
الإمبراطورية البريطانية في سنة 1897، تم تمييزها بلون تقليدي على الخرائط لإثبات هيمنتها الإمبراطورية

العصر الفيكتوري للمملكة المتحدة هي فترة حكم الملكة فيكتوريا من يونيو 1837 إلى يناير 1901. وكانت فترة طويلة من الازدهار للشعب البريطاني، حيث مكاسب الإمبراطورية البريطانية من الخارج، بالإضافة إلى التحسينات الصناعية في الداخل، سمح بازدهار طبقة متوسط كبيرة ومتعلمة. وقد مدد بعض العلماء بداية الفترة -كما حددتها مجموعة متنوعة من الحساسيات والطرق السياسية التي أصبحت مرتبطة بالفيكتوريين- إلى الوراء خمس سنوات منذ إقرار قانون الإصلاح 1832.

بدأ القرن الإمبراطوري البريطاني بعد الانتصار على نابليون، حيث ترك بريطانيا بدون أي منافس دولي قوي، باستثناء روسيا في آسيا الوسطى. تبنت بريطانيا دون منازع في البحر دور الشرطي العالمي، وهي حالة عرفت باسم الهيمنة البريطانية، وسياسة خارجية تقوم على العزلة الرائعة. إلى جانب السيطرة الرسمية التي مارتسها على مستعمراتها، كان موقع بريطانيا المهيمن في التجارة العالمية يعني أنها سيطرت بشكل فعال على اقتصاديات العديد من البلدان المستقلة اسميًا، الصين والأرجنتين وسيام حيث وصفها بعض المؤرخين بأنها «إمبراطورية غير رسمية». وتجدر الإشارة خلال هذا الوقت إلى الحرب الأنجلو-زولو التي نشبت في 1879 بين الإمبراطورية البريطانية وقبائل الزولو.
كانت القوة الإمبراطورية البريطانية مدعومة بالباخرة والبرقية، وهي تقنيات جديدة اخترعت في النصف الثاني من القرن 19 مما سمح لها بالسيطرة على امبراطوريتها الشاسعة والدفاع عنها. وما أن حلت سنة 1902 حتى اكتمل ارتباط الإمبراطورية البريطانية بشبكة من خطوط التلغراف، واطلق عليها كلها خط أحمر (بالإنجليزية: All Red Line). ازداد ذلك إلى سنة 1922، فتمت إضافة حوالي 13,000,000 ميل مربع (34,000,000 كـم2) من الأراضي وحوالي 458 مليون شخص إلى الإمبراطورية البريطانية. أنشأ البريطانيون مستعمرات في أستراليا سنة 1788 ونيوزيلندا في 1840، وفيجي سنة 1872، وأضحى معظم أوقيانوسيا جزءًا من تلك الإمبراطورية.

### الحكومات الفرنسية والنزاعات

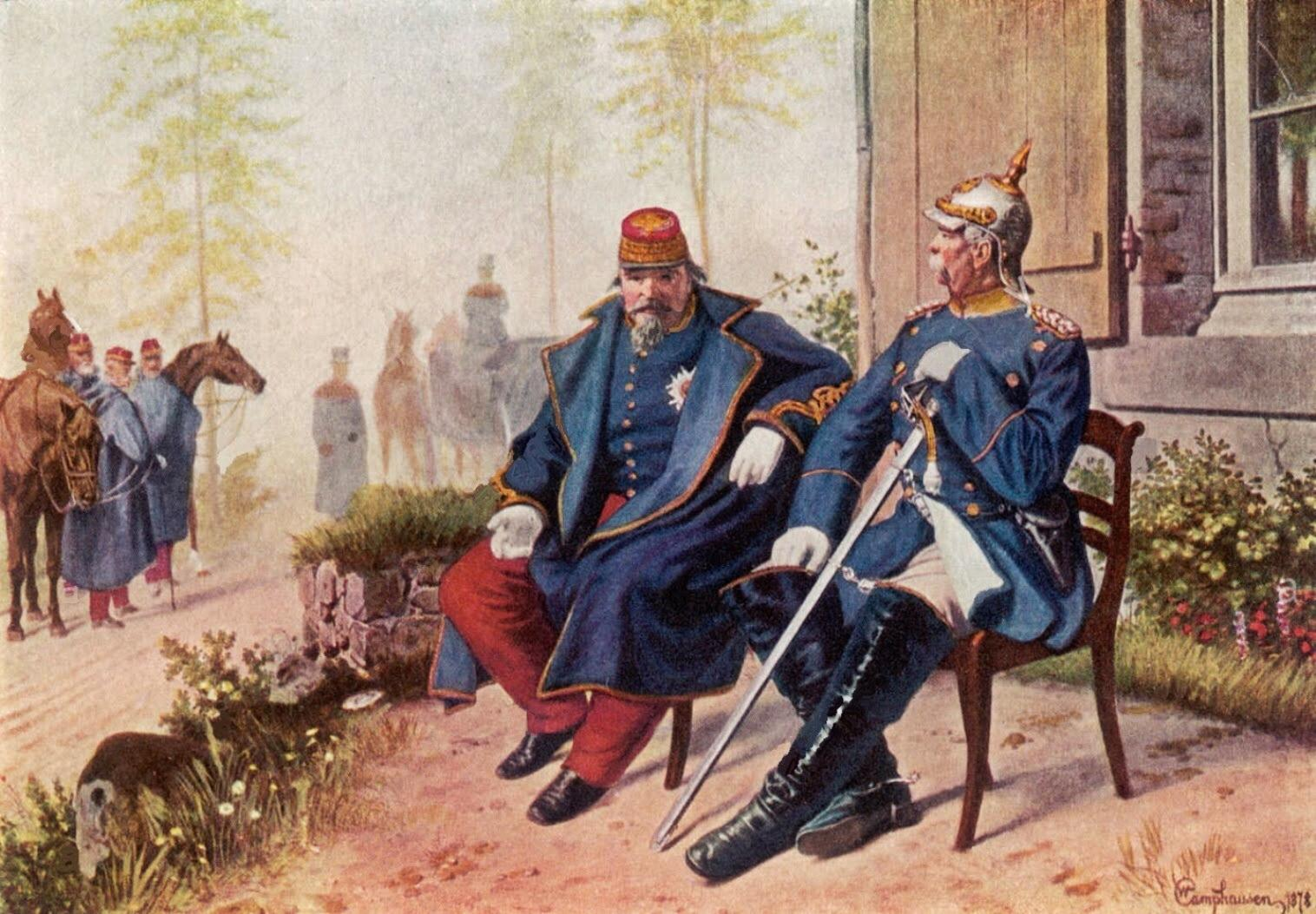
نابليون الثالث وبسمارك بعد معركة سيدان.

بعد الإطاحة بنابليون سنة 1814 استعادت أسرة بوربون عرشها بمساعدة الحلفاء، وسميت تلك الفترة باستعراش آل بوربون، وتتميز برد فعل محافظ أصولي وإعادة تشكيل الكنيسة الرومانية الكاثوليكية كونها قوة في السياسة الفرنسية. واستمرت ملكية يوليو وهي ملكية دستورية ليبرالية تحت حكم الملك لويس فيليب بدءًا من ثورة يوليو 1830 وانتهاء بثورة 1848. والإمبراطورية الثانية هي نظام إمبراطوري بونابارتي لنابليون الثالث من 1852-1870، وكانت بين الجمهورية الثانية والجمهورية الثالثة لفرنسا.
كانت الحرب الفرنسية البروسية صراعًا بين فرنسا وبروسيا، بينما كانت بروسيا مدعومة من الاتحاد الألماني الشمالي، الذي كانت عضوًا فيه، وولايات بادن-فورتمبيرغ وبافاريا في جنوب ألمانيا. أدى النصر البروسي والألماني الكامل إلى التوحيد النهائي لألمانيا تحت حكم الملك فيلهلم الأول ملك بروسيا. كما شهد سقوط نابليون الثالث ونهاية الإمبراطورية الفرنسية الثانية، وحلت محلها الجمهورية الثالثة. وحسب الاتفاق استولت بروسيا على جميع أراضي الألزاس واللورين تقريبًا لتصبح جزءًا من ألمانيا، والتي احتفظت بها إلى نهاية الحرب العالمية الأولى.
استمرت الجمهورية الفرنسية الثالثة منذ 1870 وإلى نظام فيشي بعد غزو فرنسا من قبل الرايخ الألماني الثالث سنة 1940، أي سبعين عامًا مما جعلهاأطول نظام حكم في فرنسا منذ انهيار النظام القديم في الثورة الفرنسية 1789.

### توحيد إيطاليا

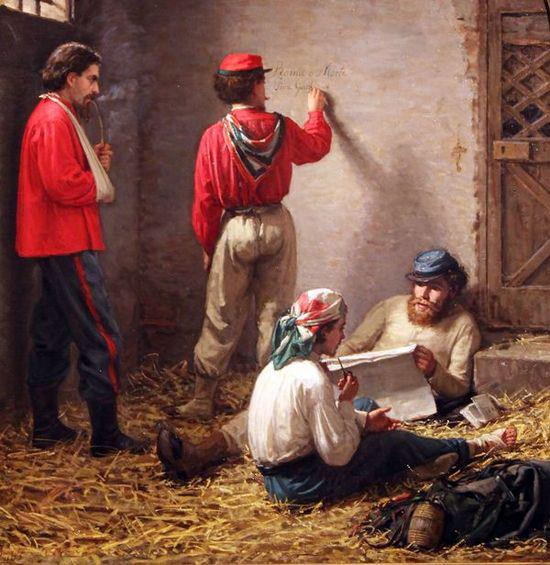
روما أو الموت سنة 1863

التوحيد الإيطالي هو حركة سياسية واجتماعية ضمت ولايات مختلفة من شبه الجزيرة الإيطالية إلى دولة إيطاليا الواحدة في القرن التاسع عشر. هناك عدم توافق في الآراء بشأن التواريخ الدقيقة لبداية ونهاية هذه الفترة، ولكن اتفق العديد من المؤرخين على أن العملية بدأت مع نهاية الحكم النابليوني ومؤتمر فيينا في 1815، وانتهت تقريبًا مع الحرب الفرنسية البروسية سنة 1871، على الرغم من أن آخر مدينة لم تنضم إلى مملكة إيطاليا إلا بعد الحرب العالمية الأولى.

### الرقيق وإلغاء العبودية

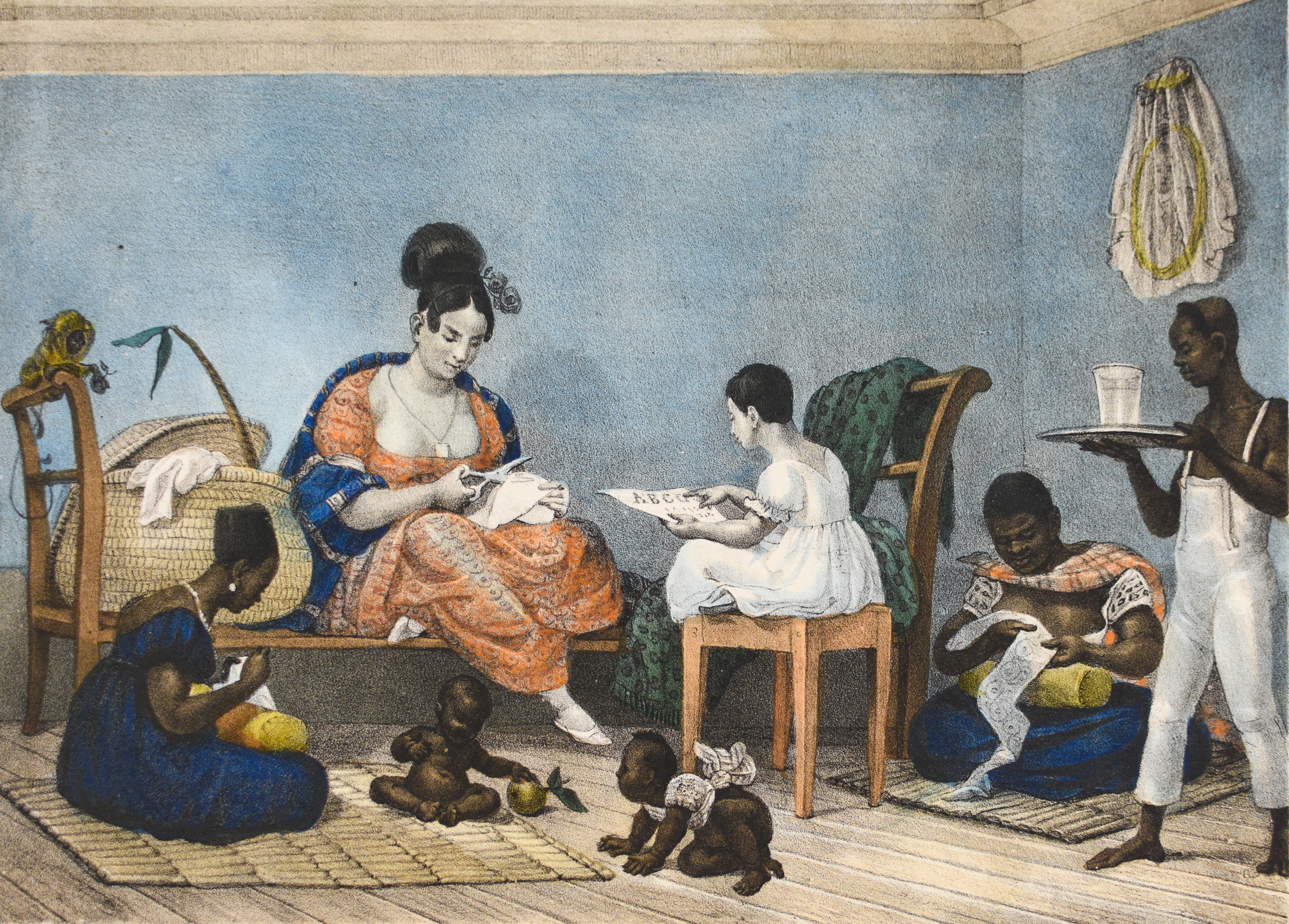
تصوير العبودية في البرازيل، قبل 1823.

في القرن التاسع عشر بدأت العبودية بالتقلص بسرعة في جميع أنحاء العالم. وبعد نجاح ثورة العبيد في هايتي، أجبرت بريطانيا القراصنة البربر على وقف ممارساتهم في خطف واستعباد الأوروبيين، وحظرت العبودية في جميع أنحاء أراضيها، ووجهت أسطولها البحري بإنهاء تجارة الرقيق العالمية. ثم ألغيت العبودية في روسيا (1861) وأمريكا (1865) والبرازيل (1888).

### استعمار أفريقيا
بعد إلغاء تجارة الرقيق في عام 1807 وبسبب الاستغلال الاقتصادي، بدأ التدافع على أفريقيا رسميًا في مؤتمر غرب إفريقيا في برلين في 1884-1885. حاول المؤتمرون تجنب الحرب بينهم من خلال السماح للدول الأوروبية المنافسة بتقسيم قارة إفريقيا إلى مستعمرات وطنية، وبالتأكيد لم يتم استشارة الأفارقة.
طالبت القوى الأوروبية الكبرى بمناطق أفريقيا حيث يمكنها إظهار قوة نفوذها على المنطقة. لم يكن ضروريا شرعية المطالبات أو الممتلكات أو المعاهدات لتقسيم الأراضي. قبلت القوة الأوروبية التي أظهرت سيطرتها على إقليم تفويض حكم تلك المنطقة كمستعمرة وطنية. وقد تطورت الأمة الأوروبية التي حملت هذا الادعاء واستفادت من المصالح التجارية لمستعمراتها دون الاضطرار إلى الخوف من المنافسة الأوروبية المنافسة. جاء مع الادعاء الاستعماري افتراضًا أساسيًا بأن القوة الأوروبية التي تمارس السيطرة ستستخدم تفويضها لتوفير الحماية وتوفير الرفاهية لشعوبها المستعمرة، ولكن ظل هذا المبدأ نظريًا أكثر منه عمليًا. فهناك أمثلة عديدة موثقة لتدهور الظروف المادية والمعنوية للأفارقة الأصليين في أواخر القرن 19 وبداية القرن 20 تحت الحكم الاستعماري الأوروبي، لدرجة أن التجربة الاستعمارية بالنسبة لهم وصفت بأنها «جحيم على الأرض».

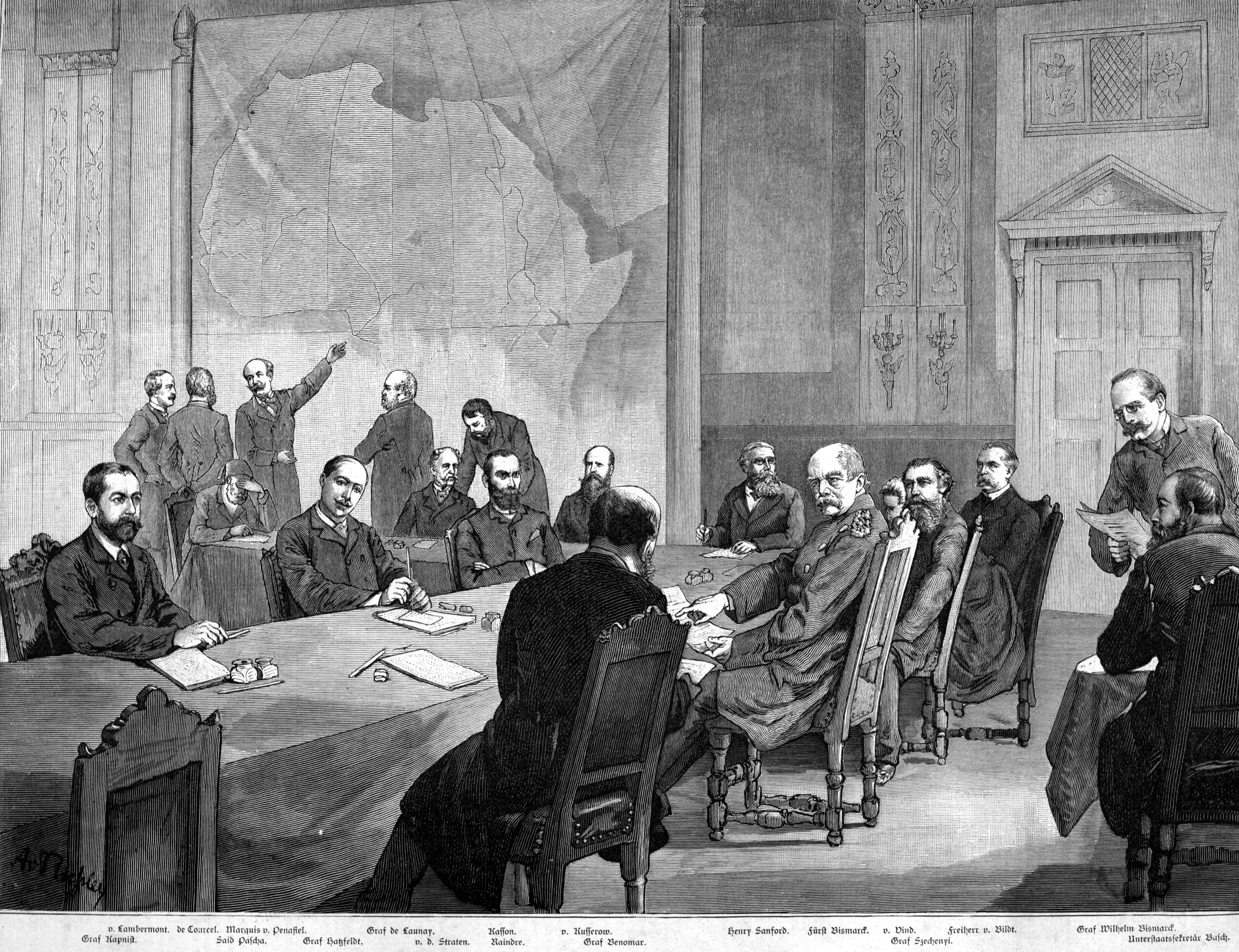
مسؤولون أوروبيون يوزعون الحصص بأفريقيا في مؤتمر برلين.

كانت إفريقيا في وقت انعقاد مؤتمر برلين تحوي على خمس سكان العالم، ويعيشون في ربع مساحة اليابسة في العالم. ومع ذلك من منظور أوروبا، فإنهم يقسمون قارة مجهولة. أنشأت الدول الأوروبية عددًا قليلاً من المستعمرات الساحلية في إفريقيا في منتصف القرن 19، مثل مستعمرة كيب (بريطانيا العظمى) وأنغولا (البرتغال) والجزائر (فرنسا)، ولكن حتى أواخر القرن 19، كانت أوروبا تتاجر مع الدول الأفريقية الحرة دون الشعور بالحاجة إلى الحيازة الإقليمية. وحتى ثمانينيات القرن التاسع عشر، كانت معظم إفريقيا مجهولة، مع وجود خرائط غربية من تلك الفترة تُظهر عمومًا مساحات فارغة للمناطق الداخلية للقارة.
من ثمانينيات القرن 19 حتى 1914 وسعت القوى الأوروبية سيطرتها في القارة الأفريقية، متنافسة مع بعضها البعض على أراضي وموارد إفريقيا. سيطرت بريطانيا العظمى على ممتلكات استعمارية مختلفة في شرق إفريقيا امتدت على طول القارة الأفريقية من مصر في الشمال إلى جنوب إفريقيا. وحاز الفرنسيون على أراض كبيرة في غرب أفريقيا، واحتفظ البرتغاليون بمستعمرات في جنوب إفريقيا. أنشأت ألمانيا وإيطاليا وإسبانيا عددًا صغيرًا من المستعمرات في نقاط مختلفة في جميع أنحاء القارة، مثل شرق أفريقيا الألماني (تنجانيقا) وجنوب غرب أفريقيا الألمانية لألمانيا وإريتريا وليبيا لإيطاليا، ونالت إسبانيا جزر الكناري وريو دي أورو في الشمال الغربي لأفريقيا. أخيرًا حصل الملك ليوبولد (الذي حكم من 1865 إلى 1909) على قطعة كبيرة من الكعكة الأفريقية العظيمة، وتعرف باسم الكونغو وأصبحت إقطاعته الشخصية. وفي 1914 كانت القارة بأكملها تقريبًا تحت السيطرة الأوروبية، عدا ليبيريا التي استوطنها العبيد الأمريكيون المحرّرون في عشرينيات القرن التاسع عشر، والحبشة (إثيوبيا) في شرق إفريقيا، وهما آخر الدول الأفريقية التي لم تستعمر.

### فترة مييجي

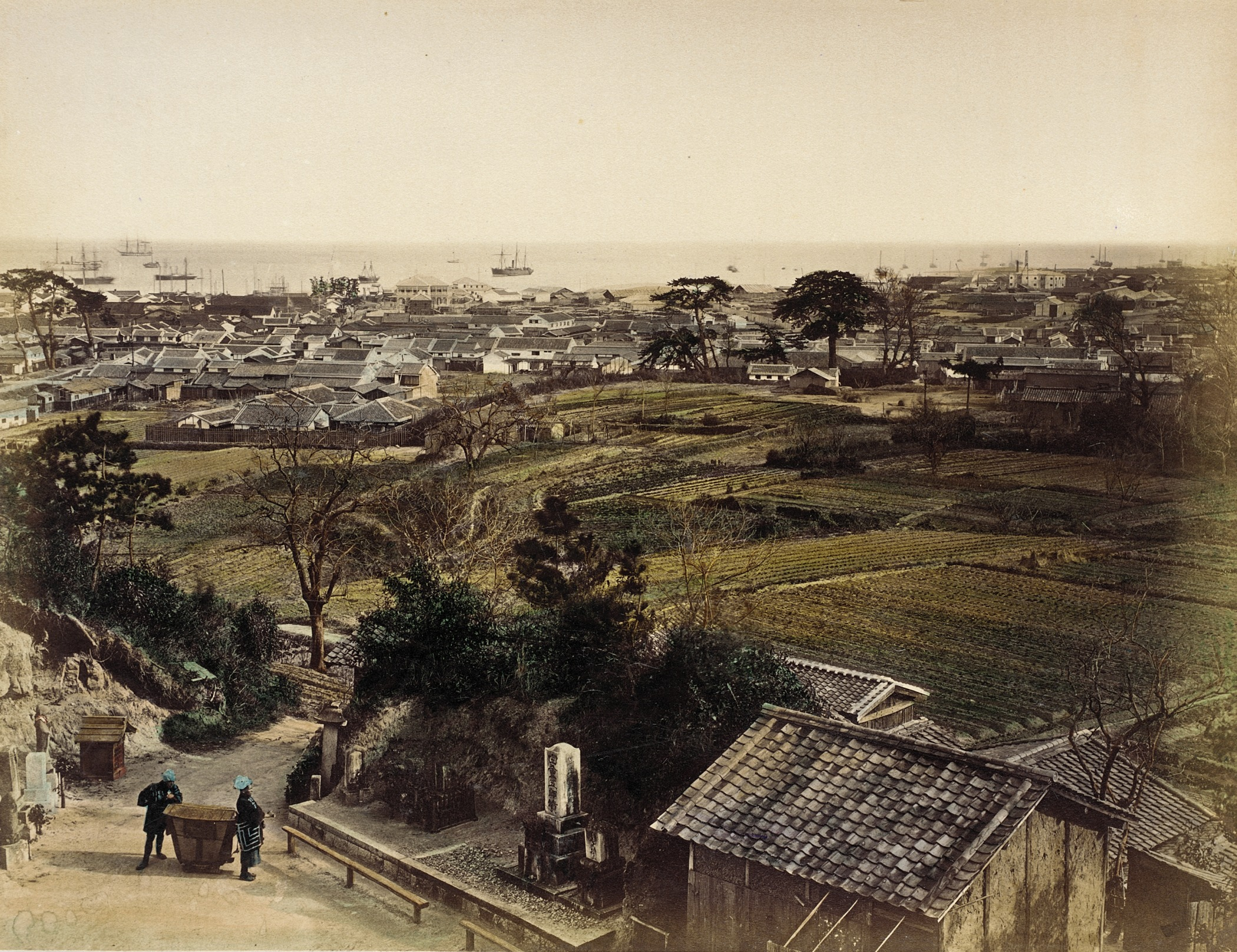
كوبي اليابانية وميناؤها. رسم يدوي 1865.

حدثت فترة مييجي في عهد إمبراطور ميجي (1867-1912). وفي تلك الحقبة بدأت اليابان في تحديثها وارتقت إلى مكانة القوة العالمية. ويعني مييجي:«القاعدة المستنيرة». بدأ استعادة ميجي ملكهم في ستينيات القرن التاسع عشر، إيذانا بالتحديث السريع من اليابانيين أنفسهم كتفًا بكتف مع الأوروبيين. ركزت الكثير من الأبحاث على قضايا الانقطاع مقابل الاستمرارية في فترة توكوغاوا السابقة. لم تبدأ الحكومة اليابانية بأخذ التحديث على محمل الجد إلا في بداية عهد مييجي. وسعت اليابان قاعدة إنتاجها العسكري من خلال فتح ترساناتها في مواقع مختلفة. وتحويل هيوبوشو (مكتب الحرب) إلى إدارة الحرب وإدارة البحرية. عانى الساموراي من خيبة أمل كبيرة في السنوات التالية.
تم سن قوانين التي تتطلب من كل مواطن ياباني يتمتع بالقوة البدنية بغض النظر عن الطبقة، أن يخدم لفترة إلزامية مدتها ثلاث سنوات الخدمة الأولى وسنتين إضافيتين في الخدمة الثانية. شكل هذا النظام ضربة قاضية لمحاربي الساموراي وأقباطهم، قوبل في البداية بمقاومة من الفلاحين والمحاربين على حد سواء. فسرت طبقة الفلاحين مصطلح الخدمة العسكرية ، كتسو-إكي (ضريبة الدم) حرفياً، وحاولوا تجنب الخدمة بأي وسيلة ضرورية. بدأت الحكومة اليابانية في تشكيل قواتها البرية على غرار الجيش الفرنسي. ساهمت الحكومة الفرنسية بشكل كبير في تدريب الضباط اليابانيين. كان العديد منهم يعملون في الأكاديمية العسكرية في كيوتو، ولا يزال الكثيرون يترجمون بشكل محموم الكتيبات الميدانية الفرنسية لاستخدامها في الرتب اليابانية. أعطى جيش اليابان المحدث الفرصة لليابان للانخراط في الإمبريالية بانتصارها على إمبراطورية تشينغ في الحرب الصينية اليابانية الأولى، وضمت اليابان تايوان وكوريا ومقاطعة شاندونغ الصينية.
بعد وفاة إمبراطور ميجي تولى الإمبراطور تايشو العرش، كانت فترة تايشو فترة إصلاح ديمقراطي منح الحقوق الديمقراطية لجميع الرجال اليابانيين. وكان للأجانب دور فعال في المساعدة في تحديث اليابان. كان إرنست ماسون ساتو مراقبًا أجنبيًا رئيسيًا للتغيرات الملحوظة والسريعة في المجتمع الياباني في تلك الفترة.

## الولايات المتحدة

### تمدد ماقبل الحرب

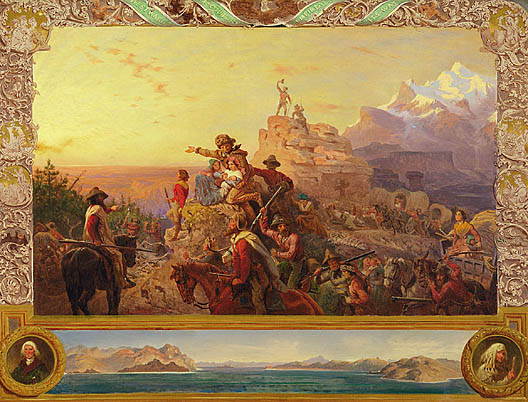
تم إضفاء الطابع المثالي على التوسع الأمريكي باتجاه الغرب في لوحة إيمانويل لوتزي الشهيرة باتجاه الغرب، مسار الإمبراطورية يسلك طريقه (1861).

كان عصر ما قبل التمدد فترة من تزايد الانقسام في البلاد على أساس تنامي العبودية في الجنوب الأمريكي وفي الأراضي الغربية من كنساس ونبراسكا والتي أدت في النهاية إلى الحرب الأهلية سنة 1861. غالبًا ما يُنظر إلى فترة ما قبل الحرب على أنها قد بدأت مع قانون كانساس-نبراسكا لسنة 1854، على الرغم من أنه ربما بدأ في وقت مبكر من 1812. هذه الفترة مهمة أيضًا لأنها تمثل بداية الثورة الصناعية الأمريكية.
كان القدر الواضح هو الاعتقاد بأن مصير الولايات المتحدة هو التوسع عبر قارة أمريكا الشمالية، من ساحل المحيط الأطلسي إلى المحيط الهادئ. خلال هذا الوقت توسعت الولايات المتحدة إلى المحيط الهادئ - من البحر إلى البحر اللامع - وحددت فيها حدود الولايات المتحدة المتجاورة كما هي اليوم.

### الحرب الأهلية وإعادة الإعمار

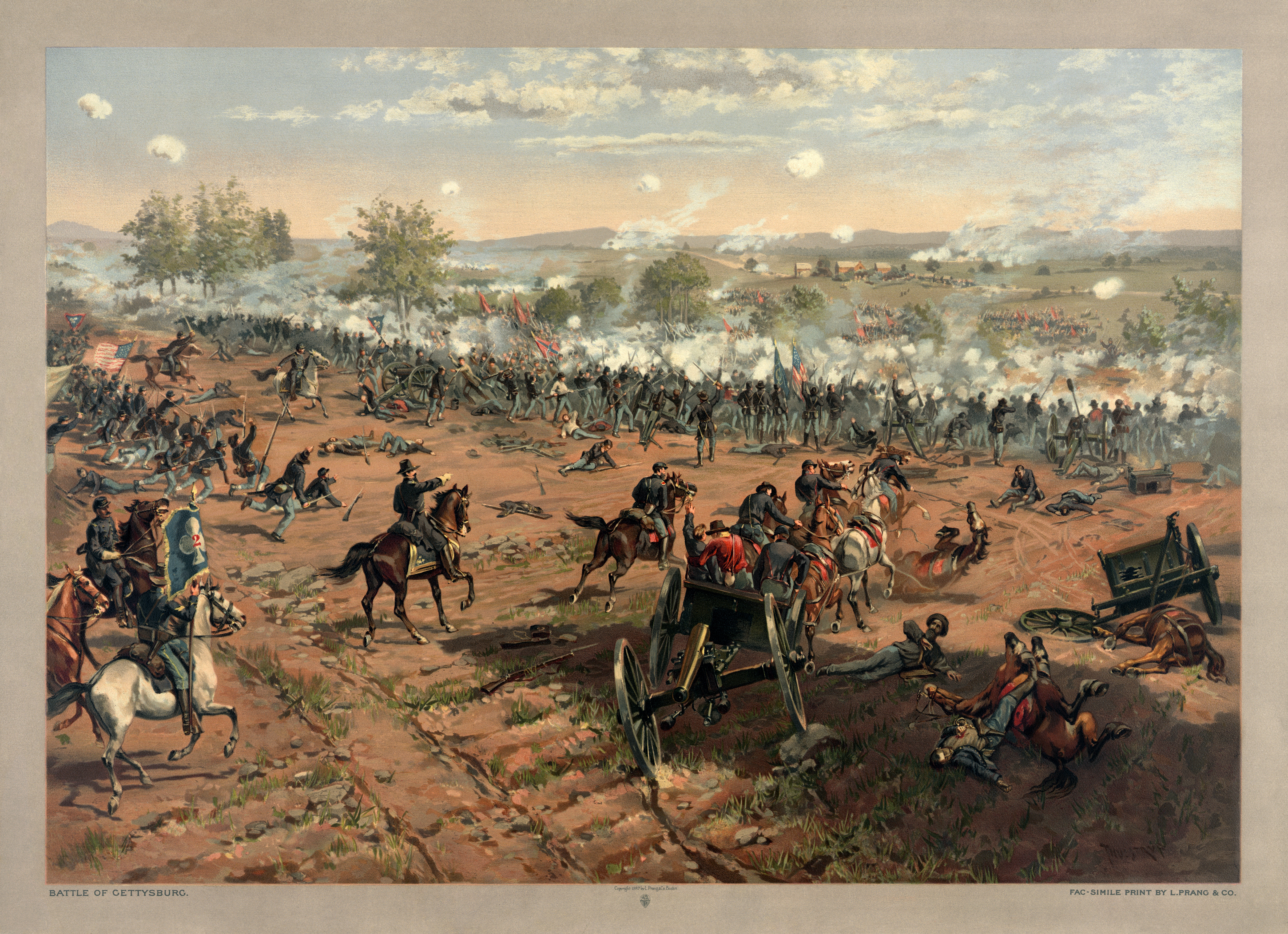
معركة غيتيسبيرغ

بدأت الحرب الأهلية الأمريكية عندما أعلنت سبع ولايات جنوبية انفصالها عن الولايات المتحدة وشكلت الولايات الكونفدرالية الأمريكية، قاد تلك الكونفدرالية -انضمت أربع ولايات أخرى إلى الكونفدرالية لاحقًا- جيفرسون ديفيس، قاتلوا ضد الحكومة الفيدرالية الأمريكية (الاتحاد) في عهد الرئيس أبراهام لنكولن، والتي كانت مدعومة من قبل جميع الولايات الحرة وولايات الرقيق الحدودية الخمس في الشمال.
اتفق قادة الشمال على أن النصر يتطلب أكثر من انهاء القتال. فكان لابد من نبذ الانفصال والقومية الكونفدرالية تمامًا والقضاء على جميع أشكال العبودية أو شبه العبودية. أثبت لينكولن فعاليته في حشد الدعم لأهداف الحرب، وجمع الجيوش الكبيرة وإمدادها، وتجنب التدخل الأجنبي، وجعل إنهاء العبودية هدفًا للحرب. كان لدى الكونفدرالية مساحة أكبر مما تستطيع الدفاع عنه، وفشلت في إبقاء موانئها مفتوحة وأنهارها نظيفة كما كان الحال في حصار فيكسبيرغ. استمر الشمال في الضغط حيث كان الجنوب بالكاد يستطيع إطعام جنوده وكسوتهم. أثبت جنودها وخاصة أولئك الموجودين في الشرق تحت قيادة الجنرال روبرت إي لي أنهم يتمتعون بقدر كبير من الحيلة إلى أن تمكن منهم في النهاية الجنرالات يوليسيس جرانت وويليام شيرمان في 1864-1865. ثم بدأ عصر إعادة الإعمار (1863-1877) بإعلان التحرر في 1863، وشمل الحرية والمواطنة الكاملة وحقوق التصويت للسود الجنوبيين. تبع ذلك رد فعل ترك السود في مرتبة ثانية من الناحية القانونية والسياسية والاجتماعية والاقتصادية حتى الستينيات.

### العصر المذهب وإرثه
خلال العصر المذهب، كان هناك نمو كبير في عدد السكان في الولايات المتحدة وتباه مبتذل ومسرف للثروة وازدياد في الطبقة العليا في أمريكا خلال فترة ما بعد الحرب الأهلية وما بعد إعادة الإعمار أواخر القرن التاسع عشر. وقد نشأ استقطاب للثروة في المقام الأول من التوسع الصناعي والسكاني. أنشأ رجال الأعمال في الثورة الصناعية الثانية بلدات ومدن صناعية في الشمال الشرقي بمصانع جديدة، وساهموا في إنشاء طبقة عاملة صناعية متنوعة إثنيًا أنتجت الثروة التي يملكها الصناعيين والممولين الأثرياء الصاعدين الذين يطلق عليهم البارونات اللصوص. مثال على ذلك شركة ستاندرد أويل التابعة لجون دافيسون روكفلر، الذي كان شخصية مهمة في تشكيل صناعة النفط الجديدة. باستخدام تكتيكات عالية الفعالية وممارسات عدوانية تعرضت لانتقادات شديدة. وقد ابتلعت ستاندرد أويل أو دمرت معظم منافسيها.
تم إنشاء اقتصاد صناعي حديث. مع إنشاء البنية التحتية للمواصلات والاتصالات، أصبحت الشركة الشكل المهيمن لتنظيم الأعمال وثورة إدارية حولت العمليات التجارية. ففي سنة 1890 أصدر الكونجرس قانون شيرمان لمكافحة الاحتكار - مصدر جميع قوانين مكافحة الاحتكار الأمريكية. يحظر القانون كل عقد أو مخطط أو صفقة أو مؤامرة لتقييد التجارة، على الرغم من أن عبارة تقييد التجارة ظلت مثل «فعل متعلق بالفاعل». وفي بداية القرن 20 تجاوز نصيب الفرد من الدخل والإنتاج الصناعي في الولايات المتحدة مثيله في أي دولة أخرى باستثناء بريطانيا. أدت ساعات العمل الطويلة وظروف العمل الخطرة إلى قيام العديد من العمال بمحاولة تشكيل نقابات عمالية على الرغم من المعارضة القوية من قبل الصناعيين والمحاكم. لكن المحاكم قامت بحماية السوق، معلنة أن مجموعة ستاندرد أويل احتكار غير معقول بموجب قانون شيرمان لمكافحة الاحتكار في 1911. وأمرت ستاندرد بالتقسيم إلى 34 شركة مستقلة ذات مجالس إدارة مختلفة.

## العلم والفلسفة

عصافير داروين 1882. استخدم تشارلز داروين مثال العصافير في جزر غالاباغوس كدليل على نظرية التطور.

في نهاية الثورة العلمية مع بداية القرن العشرين أزيحت الفيزياء الكلاسيكية المستخدمة، ونشأت بدلا عنها الفيزياء الحديثة وظهور فيزياء الكم، واستبدلت الدراسات الرياضية بالدراسات التجريبية وفحص المعادلات لبناء بنية نظرية. كانت مجموعة الوصفات الاستكشافية لميكانيكا الكم هي التصحيحات الأولى للميكانيكا الكلاسيكية. خارج عالم فيزياء الكم، فقد أُبطلت نظريات الأثير المختلفة في الفيزياء الكلاسيكية، والتي افترضت وجود عنصر خامس مثل الأثير المضيء،. من خلال تجربة ميكلسون ومورلي - وهي محاولة لاكتشاف حركة الأرض من خلال الأثير. وفي علم الأحياء حظيت الداروينية بالقبول، وعززت مفهوم التكيف في نظرية الانتقاء الطبيعي. كما قطعت مجالات الجيولوجيا وعلم الفلك وعلم النفس خطوات واسعة واكتسبت رؤى جديدة. في الطب كان هناك تقدم في النظرية الطبية والعلاجات.
تعرضت فلسفة التنوير الروحية للتحدي في جهات مختلفة في حوالي القرن العشرين. التي تطورت من التقاليد العلمانية السابقة، وأكدت الفلسفات الأخلاقية الإنسانية الحديثة كرامة وقيمة جميع الناس، بناءً على القدرة على تحديد الصواب والخطأ من خلال التماس الصفات الإنسانية العالمية ولا سيما العقلانية دون اللجوء إلى السلطة الإلهية الخارقة للطبيعة من النصوص الدينية. بالنسبة للإنسانيين الليبراليين مثل روسو وكانط فإن القانون الكوني للعقل يوجه الطريق نحو التحرر الكامل من أي نوع من الاستبداد. واجهت تلك الأفكار تحديا من قبل كارل ماركس الشاب الذي انتقد مشروع التحرر السياسي (المتجسد في شكل حقوق الإنسان)، مؤكدًا أنها من أعراض التجرد من الإنسانية والمفترض أن نعارضها. بالنسبة لفريدريك نيتشه لم تكن الإنسانية أكثر من نسخة علمانية من الإيمان بالله. وفي كتابه في علم أنساب الأخلاق، ناقش بأن حقوق الإنسان وجدت لتكون وسيلة الضعيف لتقييد القوي بشكل جماعي، من وجهة النظر تلك فإن هذه الحقوق لا تسهل تحرير الحياة بل تنفيها. وفي القرن العشرين تم تحدي الفكرة القائلة بأن البشر يتمتعون بالاستقلال الذاتي العقلاني من خلال المفهوم القائل بأن البشر كانوا مدفوعين برغبات غير واعية وغير عقلانية.

### أشهر الشخصيات

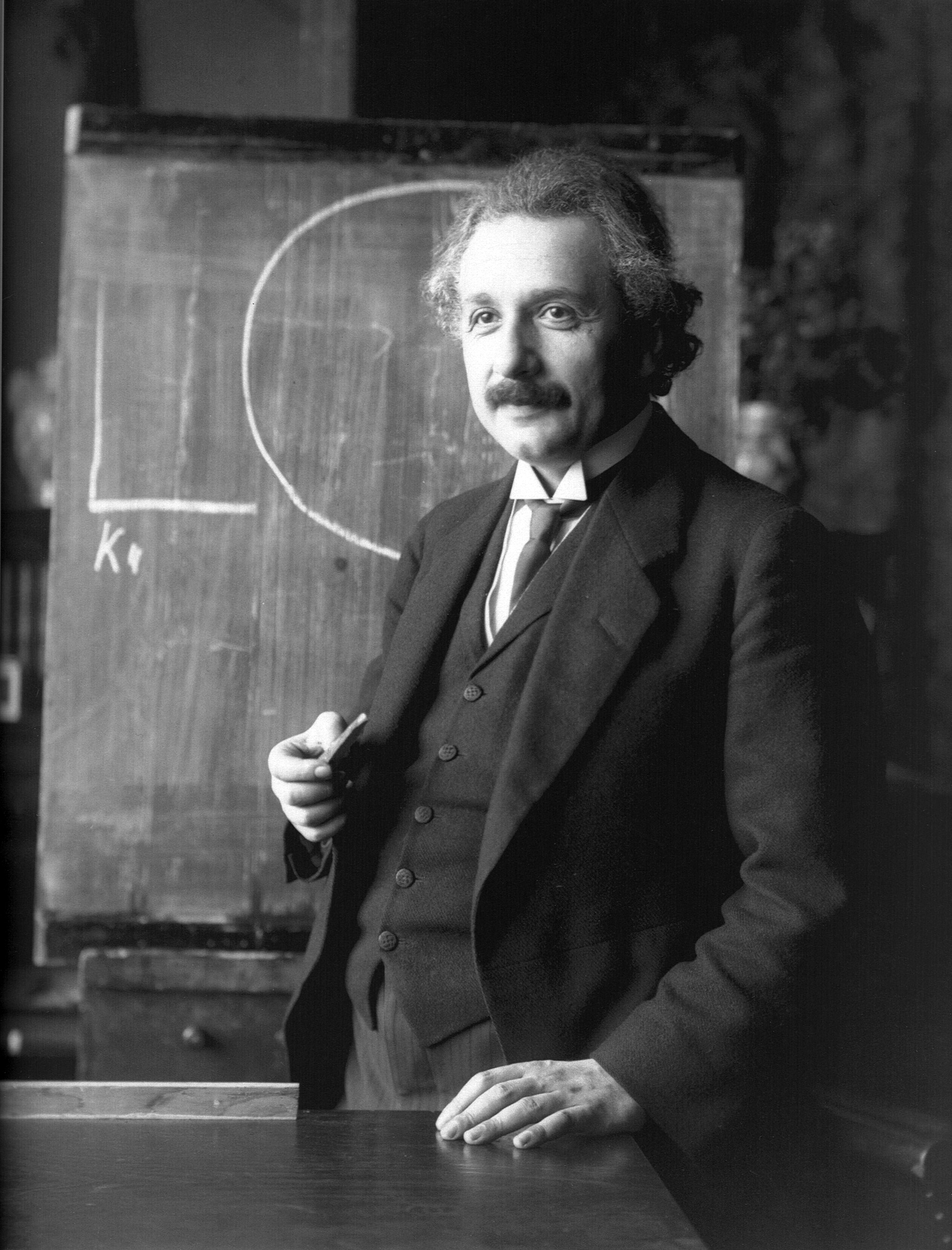
ألبرت أينشتاين في 1921

اشتهر سيغموند فرويد بإعادة تعريفه للرغبة الجنسية باعتبارها طاقة تحفيزية أساسية لحياة البشر، فضلاً عن تقنياته العلاجية مثل استخدام تداع حر، ونظريته في التحول في العلاقة العلاجية، وتفسير الأحلام كمصادر البصيرة في الرغبات اللاواعية.
كذلك اشتهر ألبرت أينشتاين بنظرياته عن النسبية الخاصة والنسبية العامة. قدم أيضًا مساهمات مهمة في الميكانيكا الإحصائية، وخاصة معالجته الرياضية للحركة البراونية، وحله لمفارقة درجات الحرارة المحددة وارتباطه بالتقلبات والتبدد. على الرغم من تحفظاته حول تفسيره فقد قدم أينشتاين أيضًا مساهمات في ميكانيكا الكم، وبشكل غير مباشر في نظرية الحقل الكمومي في المقام الأول من خلال دراساته النظرية للفوتون.

### الداروينية الاجتماعية
مع نهاية القرن التاسع عشر تم الترويج للداروينية الاجتماعية وتضمنت أيديولوجيات مختلفة قائمة على مفهوم أن التنافس بين جميع الأفراد أو الجماعات أو الأمم أو الأفكار هو إطار «طبيعي» للتطور الاجتماعي في المجتمعات البشرية. من وجهة النظر هذه فإن تقدم المجتمع يعتمد على «البقاء للأصلح». في الواقع صاغ هربرت سبنسر المصطلح، وأشير إليه في كتاب «إنجيل الثروة» لأندرو كارنيغي.

### المجتمع الماركسي

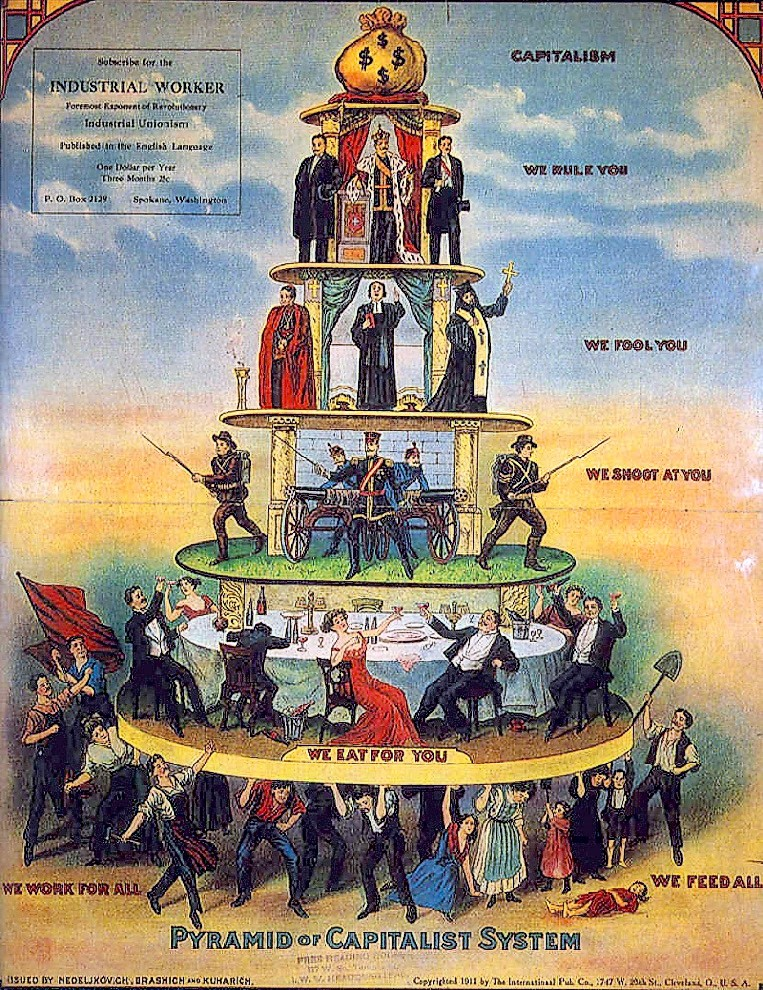
صورة في 1911 لمنشور العمال الصناعي (جريدة IWW) يحض على النقابات الصناعية التي تظهر نقدًا للرأسمالية.

لخص كارل ماركس مقاربته للتاريخ والسياسة في السطر الافتتاحي للفصل الأول من البيان الشيوعي (1848). فكتب:
إن تاريخ كل المجتمعات الموجودة حتى الآن هو تاريخ صراع الطبقات.
صدر البيان بعدة الطبعات من 1872 إلى 1890؛ وكتب ماركس وإنجلز مقدمات جديدة بارزة للطبعة الألمانية 1872 والطبعة الروسية 1882 والطبعة الألمانية 1883 والطبعة الإنجليزية 1888. بشكل عام حددت الماركسية خمس (مع مرحلة انتقالية واحدة) مراحل متتالية من التطور في أوروبا الغربية.
الشيوعية البدائية: كما نرى في المجتمعات القبلية التعاونية.
مجتمع العبودية: الذي يتطور عندما تصبح القبيلة دولة مدينة. وولادة الأرستقراطية.
الإقطاعية: الأرستقراطية هي الطبقة الحاكمة. يتطور التجار إلى رأسماليين.
الرأسمالية: الرأسماليون هم الطبقة الحاكمة التي تخلق وتوظف الطبقة العاملة الحقيقية.
ديكتاتورية البروليتاريا: يكتسب العمال وعيًا طبقيًا، ويسقطون الرأسماليين ويسيطرون على الدولة.
الشيوعية: مجتمع لا طبقي وعديم الجنسية.

## القرن العشرين والتراجع الأوروبي

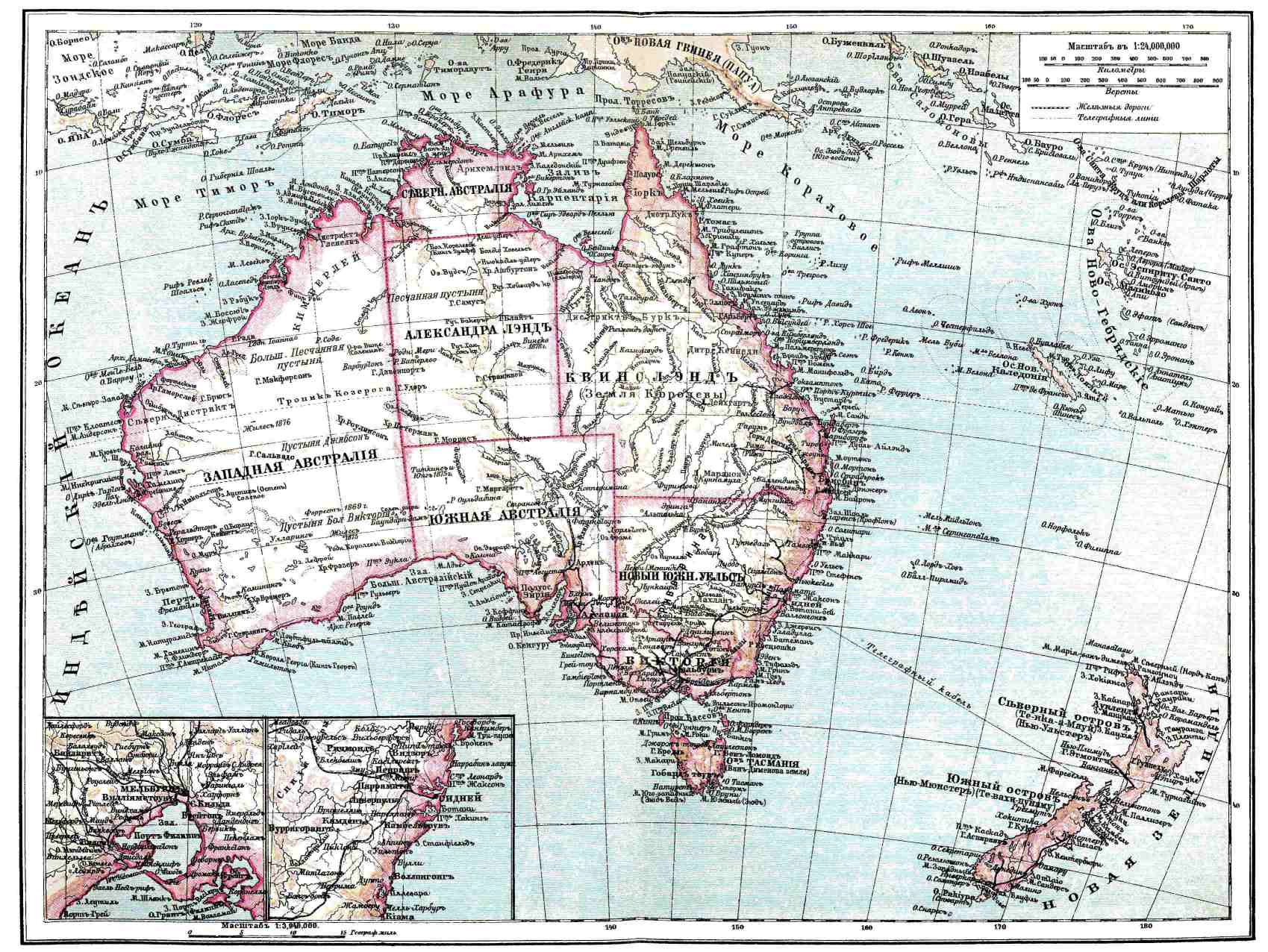
على الرغم من أنها لا تزال مرتبطة ببريطانيا العظمى في الكومنولث، إلا أن أستراليا حققت استقلالًا سلميًا في 1901.

شهدت التطورات السياسية الرئيسية خسارة الإمبراطورية البريطانية السابقة لمعظم قوتها السياسية المتبقية على دول الكومنولث. اكتملت سكة الحديد العابرة لسيبيريا التي عبرت آسيا بالقطار في 1916. وشملت أحداثًا أخرى الصراع الإسرائيلي الفلسطيني وحربين عالميتين والحرب الباردة.

### الدستور الأسترالي
في 1901 وافقت المستعمرات البريطانية الست المستقلة المتمتعة بالحكم الذاتي في أستراليا وهي: نيو ساوث ويلز وكوينزلاند وجنوب أستراليا وتسمانيا وفيكتوريا وغرب أستراليا على إنشاء ما سمي اتحاد أستراليا. لقد احتفظوا بأنظمة حكم طوروها كمستعمرات منفصلة، ولكن سيكون لديهم أيضًا حكومة فيدرالية مسؤولة عن الأمور المتعلقة بالأمة بأكملها. عندما دخل دستور أستراليا حيز التنفيذ أصبحت المستعمرات مجتمعة ولايات كومنولث أستراليا.

### الثورة وأمراء الحرب في الصين

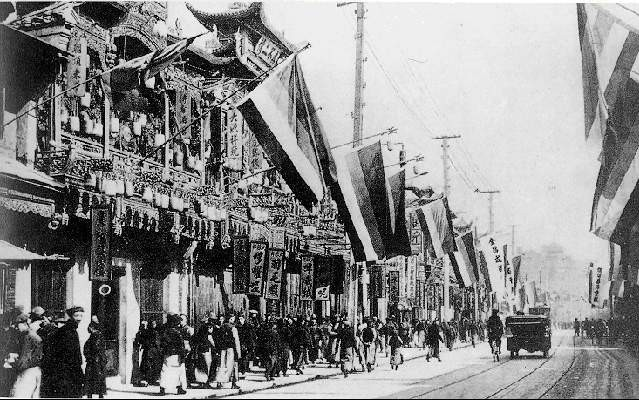
ثورة شينهاي في شنغهاي؛ نظم تشن كيمي المدنيين في شنغهاي لبدء الانتفاضة التي نجحت. الصورة أعلاه هو شارع نانجينغ بعد الانتفاضة، معلقة بالأعراق الخمسة تحت علم اتحاد واحد ثم استخدمها الثوار.

تميز أواخر عهد أسرة تشينغ بالاضطرابات المدنية والإصلاحات الفاشلة والغزوات الأجنبية مثل ثورة الملاكمين. رداً على هذه الإخفاقات المدنية والاستياء، حاول بلاط تشينغ الإمبراطوري إصلاح الحكومة بطرق مختلفة، مثل القرار بصياغة دستور في 1906، وإنشاء مجالس تشريعية إقليمية في 1909، والتحضير لبرلمان وطني في 1910. ومع ذلك عارض المحافظون في البلاط العديد من تلك الإجراءات، وسُجن العديد من الإصلاحيين أو أُعدموا على الفور. تسبب فشل البلاط الإمبراطوري في سن تدابير إصلاحية لتحرير سياسة البلد وتحديثها في أن يتجه الإصلاحيون نحو الثورة.
بدأت تأكيدات الفلسفة الصينية في دمج مفاهيم الفلسفة الغربية كخطوات نحو التحديث. وظهرت العديد من الدعوات في وقت ثورة شينهاي 1911، مثل حركة الرابع من مايو لإلغاء كامل المؤسسات والممارسات الملكية القديمة في الصين. كانت هناك محاولات لدمج الديمقراطية والجمهورية والصناعية في الفلسفة الصينية، ولا سيما من قبل صن يات سن في بداية القرن العشرين.
وفي 1912 أنشئت جمهورية الصين وأصبح صن يات سن في نانجينغ أول رئيس مؤقت. لكن السلطة في بكين قد انتقلت إلى يوان شيكاي الذي كان له سيطرة فعالة على جيش بييانغ أقوى قوة عسكرية في الصين في ذلك الوقت. لمنع الحرب الأهلية والتدخل الأجنبي المحتمل من تقويض الجمهورية الوليدة، وافق القادة على مطلب الجيش بأن تتحد الصين في ظل حكومة بكين. وفي 10 مارس في بكين أدى شيكاي اليمين باعتباره ثاني رئيس مؤقت لجمهورية الصين.
بعد ثورات بداية القرن العشرين شنت التحالفات المتغيرة لأمراء الحرب الإقليميين الصينيين حربًا للسيطرة على حكومة بكين. على الرغم من حقيقة أن العديد من أمراء الحرب سيطروا على الحكومة في بكين خلال عصر أمراء الحرب، إلا أن هذا لم يشكل حقبة جديدة من السيطرة أو الحكم، لأن أمراء الحرب الآخرين لم يعترفوا بالحكومات الانتقالية في هذه الفترة. عُرفت تلك الحكومات التي يهيمن عليها الجيش بشكل جماعي باسم حكومة بياينغ. انتهى عهد أمراء الحرب حوالي 1927.

### دخول القرن 20

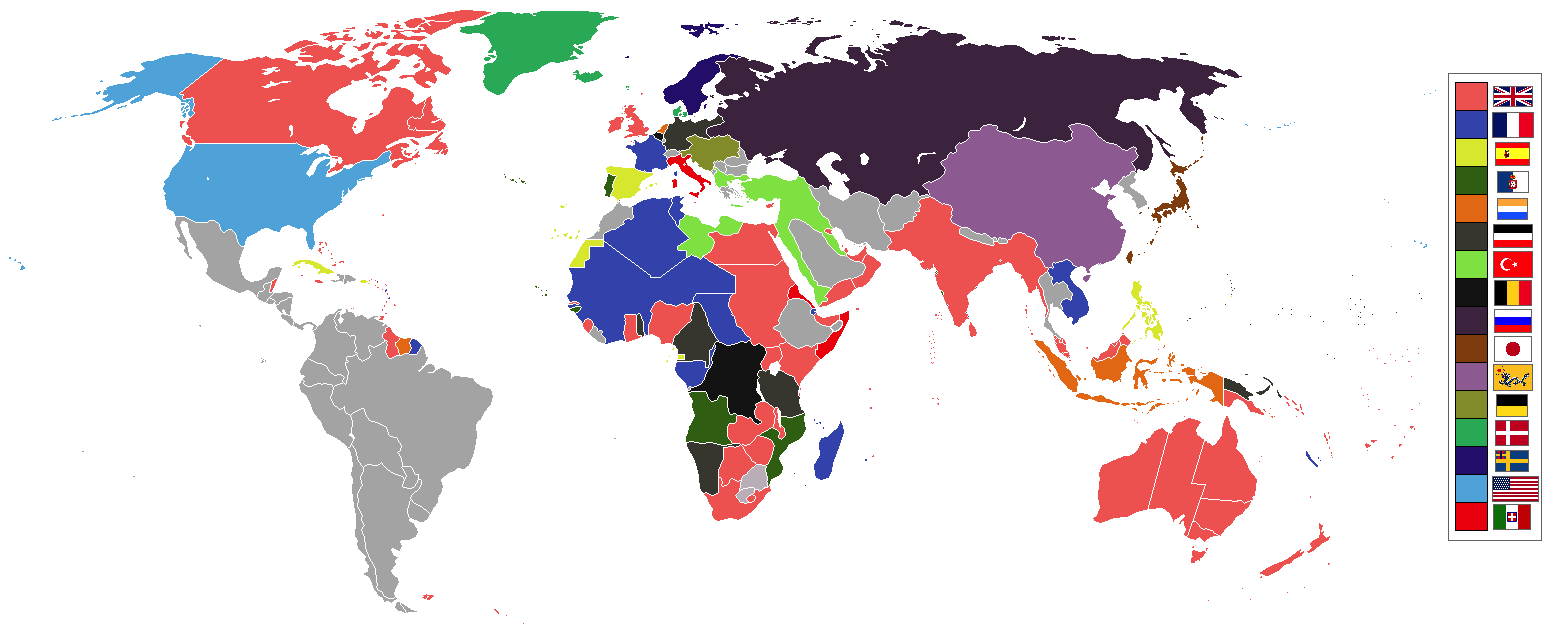
العالم سنة 1898 ملوّن حسب الإمبراطوريات الكبرى. كانت الإمبراطورية البريطانية والروسية وسلالة تشينغ والولايات المتحدة أكبر الدول في ذلك الوقت.

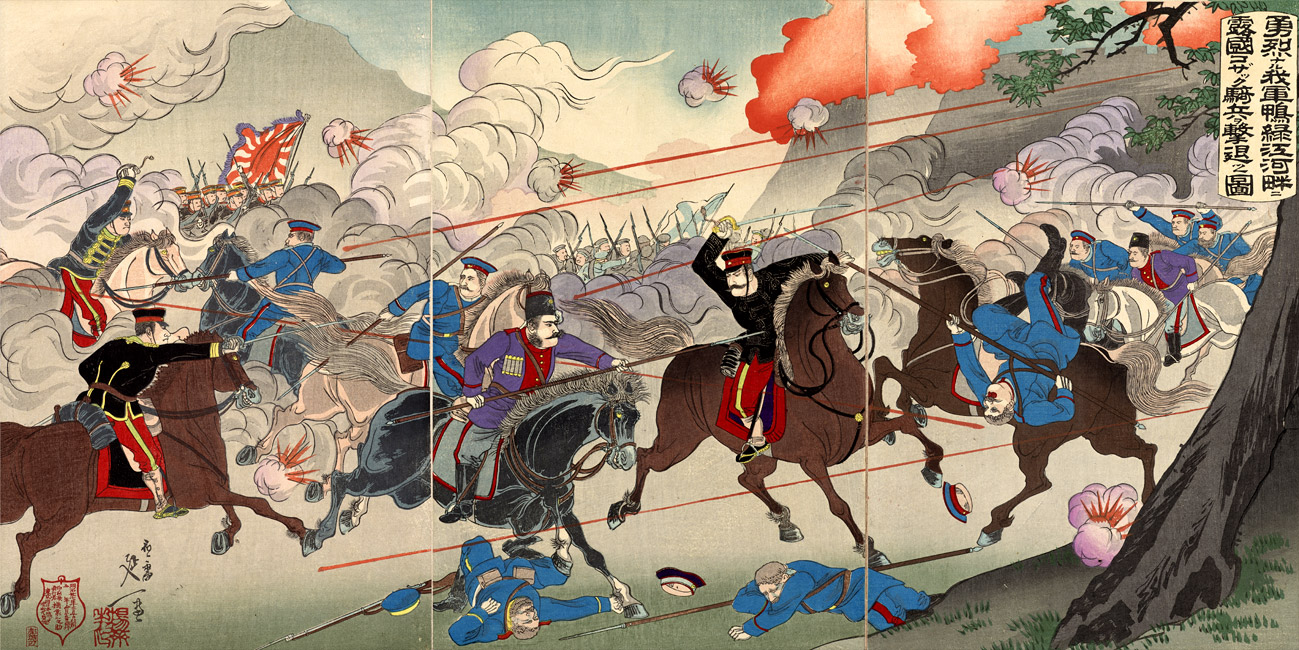
الحرب الروسية اليابانية هي المرة الأولى التي هزمت فيها دولة أوروبية على يد دولة آسيوية في العصر الحديث. صدمت اليابان بانتصارها العالم.

, في سنة 1900 وصل عدد سكان العالم 1.6 مليار نسمة تقريبًا. وبعدها بأربع سنوات اندلعت الحرب الروسية اليابانية بمعركة بورت آرثر تأسيس إمبراطورية اليابان لتكون قوة عالمية. كان الروس يسعون باستمرار للحصول على ميناء في المياه الدافئة على المحيط الهادئ لقواتهم البحرية وكذلك للتجارة البحرية. جرت الحملة المنشورية للإمبراطورية الروسية ضد اليابانيين في منشوريا وكوريا. كانت المسارح الرئيسية للعمليات هي جنوب منشوريا، وتحديداً المنطقة المحيطة بشبه جزيرة لياودونغ وموكدين والبحار حول كوريا واليابان والبحر الأصفر. كانت الحملات الناتجة والتي حقق فيها الجيش الياباني الوليد انتصارًا على القوات الروسية المحتشدة ضده غير متوقعة من قبل المراقبين العالميين. غيرت تلك الانتصارات بشكل كبير توزيع القوى في شرق آسيا، مما أدى إلى إعادة تقييم دخول اليابان مؤخرًا إلى المسرح العالمي. وقد ساعدت تلك الهزائم المحرجة إلى تفاقم الاستياء الشعبي الروسي من الحكومة القيصرية الفاسدة وغير الفعالة.
اندلعت الثورة الروسية 1905 التي كانت موجة من الاضطرابات السياسية الجماهيرية عبر مناطق شاسعة من الإمبراطورية. بعضها كان موجهاً ضد الحكومة، وشملت الإرهاب والإضرابات العمالية واضطرابات الفلاحين والتمرد العسكري. أدى ذلك إلى إقامة ملكية دستورية محدودة -انظر الدستور الروسي 1906-، وإنشاء دوما الدولة للإمبراطورية الروسية ونظام التعددية الحزبية.
في الصين ، تمت الإطاحة بأسرة تشينغ في أعقاب ثورة شينهاي التي اندلعت مع انتفاضة ووتشانغ في 10 أكتوبر 1911، وانتهت بتنازل الإمبراطور بويي في 12 فبراير 1912. كانت الأطراف الرئيسية في الصراع هي قوات حكومة الإمبراطورية والقوى الثورية للتحالف الثوري الصيني (تونغ مانغ هوي).

### العصر الإدواردي لبريطانيا

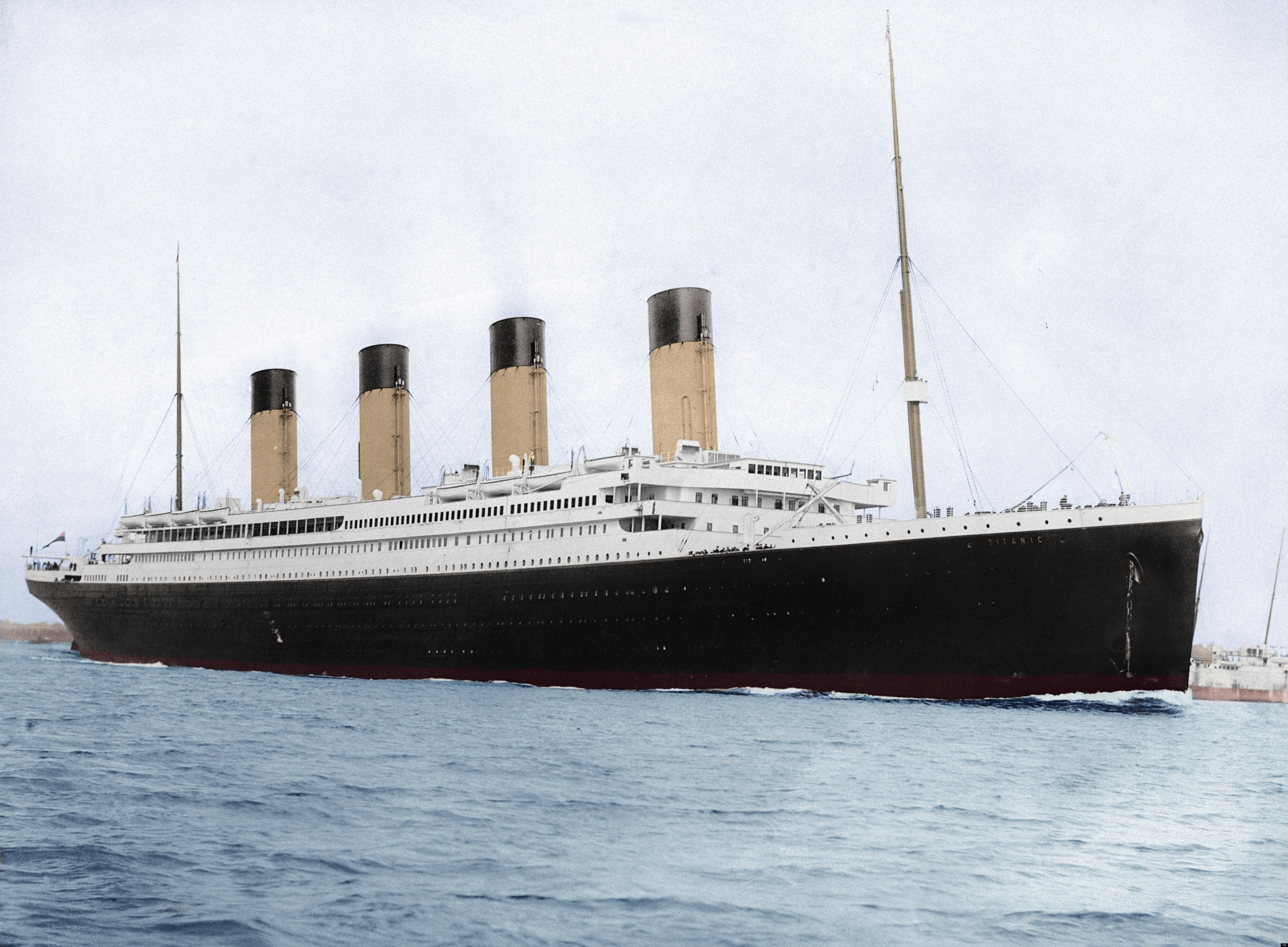
تيتانيك أكبر سفينة شُيدت في عصرها. نظرًا لكونها لا تقهر فقد أغرقتها الجبال الجليدية قبالة سواحل لابرادور بكندا.

العصر الإدواردي في المملكة المتحدة هو الفترة الممتدة من عهد الملك إدوارد السابع حتى نهاية الحرب العالمية الأولى، وفي تلك الفترة غرقت سفينة RMS Titanic. وجرت في تلك الفترة حرب البوير الثانية في جنوب إفريقيا التي قسمت البلاد إلى فصائل مناهضة للحرب ومؤيدة لها. أثبتت السياسات الإمبريالية للمحافظين في النهاية أنها غير شعبية وفي الانتخابات العامة 1906 فاز الليبراليون بأغلبية ساحقة. لم تكن الحكومة الليبرالية قادرة على المضي قدمًا في كل برنامجها الراديكالي دون دعم مجلس اللوردات، الذي كان محافظًا إلى حد كبير. أدى الصراع بين مجلسي البرلمان حول ميزانية الشعب إلى تقليص السلطة القرينة سنة 1910. أعادت الانتخابات العامة في يناير من ذلك العام برلمانًا معلقًا بتوازن القوى مابين أعضاء حزب العمال والقوميين الأيرلنديين.

### الحرب العالمية الأولى
احتوت أسباب الحرب العالمية الأولى العديد من العوامل ومن صراعات وعداوات خلال العقود الأربعة التي سبقت الحرب. الوفاق الثلاثي هو الاسم الذي أُطلق على الانحياز الفضفاض بين المملكة المتحدة وفرنسا وروسيا بعد توقيع الاتفاق الأنجلو-روسي في 1907. اصطفاف القوى الثلاث مكملًا باتفاقيات مختلفة مع اليابان والولايات المتحدة، وشكلت إسبانيا ثقلًا موازنًا قويًا للحلف الثلاثي لألمانيا والنمسا-المجر وإيطاليا، وقد أبرمت إيطاليا اتفاقية سرية إضافية مع فرنسا مما ألغى فعليًا التزاماتها في التحالف. ولعبت العسكرة والتحالفات والإمبريالية والقومية أدوارًا رئيسية في الصراع. وتكمن الأصول المباشرة للحرب في القرارات التي اتخذها رجال الدولة والجنرالات خلال أزمة يوليو 1914، والتي كانت الشرارة (أو سبب الحرب) التي تسببت في اغتيال الأرشيدوق فرانز فرديناند النمساوي.
لكن الأزمة لم تكن في فراغ. جاء ذلك بعد سلسلة طويلة من الاشتباكات الدبلوماسية بين القوى العظمى حول القضايا الأوروبية والاستعمارية في العقد السابق من 1914 والتي أدت إلى توترات عالية. يمكن إرجاع الاشتباكات الدبلوماسية إلى التغيرات في ميزان القوى في أوروبا منذ 1870. ومن الأمثلة على ذلك خط سكة حديد بغداد الذي تم التخطيط لربط مدينتي قونية وبغداد التابعة للدولة العثمانية بخط يمر عبر تركيا وسوريا والعراق الحديثة. أصبحت السكك الحديدية مصدرًا للنزاعات الدولية خلال السنوات التي سبقت الحرب العالمية الأولى مباشرة. على الرغم من أنه قد تم حلها في 1914 قبل بدء الحرب، فقد قيل أيضًا أن السكك الحديدية كانت سببًا للحرب العالمية الأولى. في الأساس اندلعت الحرب بسبب التوترات حول الأراضي في البلقان. تنافست النمسا-المجر مع صربيا وروسيا على الأرض والنفوذ في المنطقة وسحبوا بقية القوى العظمى إلى الصراع من خلال تحالفاتهم ومعاهداتهم المختلفة. كانت حروب البلقان حربين في جنوب شرق أوروبا في 1912-1913 استولت خلالها عصبة البلقان (بلغاريا والجبل الأسود واليونان وصربيا) على الجزء المتبقي من ثيساليا ومقدونيا وإبيروس وألبانيا ومعظم تراقيا ثم اختلفا حول تقسيم الغنائم مع ضم رومانيا هذه المرة.

فترات من الحرب العالمية الأولى؛ 1914.07.28 (أمر القيصر الروسي نيكولاس الثاني بتعبئة جزئية ضد النمسا-المجر)، 1914.08.01 (إعلان ألمانيا الحرب على روسيا)، 1914.08.03 (إعلان ألمانيا الحرب على فرنسا حليفة روسيا)، 1914.08.04 (إعلان بريطانيا الحرب على ألمانيا)، 1914.12 (هدنة عيد الميلاد بين بريطانيا وألمانيا)، 1915.12 (هدنة عيد الميلاد بين فرنسا وألمانيا)، 1916.12 (معركة مغضبة)، 1917.12 (استولت القوات البريطانية على القدس من الدولة العثمانية)، 1918.11.11 (انتهاء الحرب العالمية الأولى): ألمانيا توقع اتفاقية هدنة مع الحلفاء). الحلفاء والقوى المركزية في الحرب العالمية الأولى
قوى الحلفاء ومناطقهم قوى المركز ومستعمراتها وأراضي محتلة لها دول محايدة

بدأت الحرب العالمية الأولى سنة 1914 واستمرت حتى الهدنة النهائية عام 1918. وهزمت دول الحلفاء بقيادة الإمبراطورية البريطانية وفرنسا وروسيا حتى مارس 1918 واليابان والولايات المتحدة بعد 1917 قوى المركز بقيادة الإمبراطورية الألمانية والإمبراطورية النمساوية المجرية والدولة العثمانية. تسببت الحرب في تفكك أربع إمبراطوريات - الإمبراطورية النمساوية المجرية والألمانية والعثمانية والروسية - بالإضافة إلى تغيير جذري في خرائط أوروبا وغرب آسيا. يشار إلى قوى الحلفاء قبل عام 1917 باسم الوفاق الثلاثي، ويشار إلى قوى المركز باسم الحلف الثلاثي.

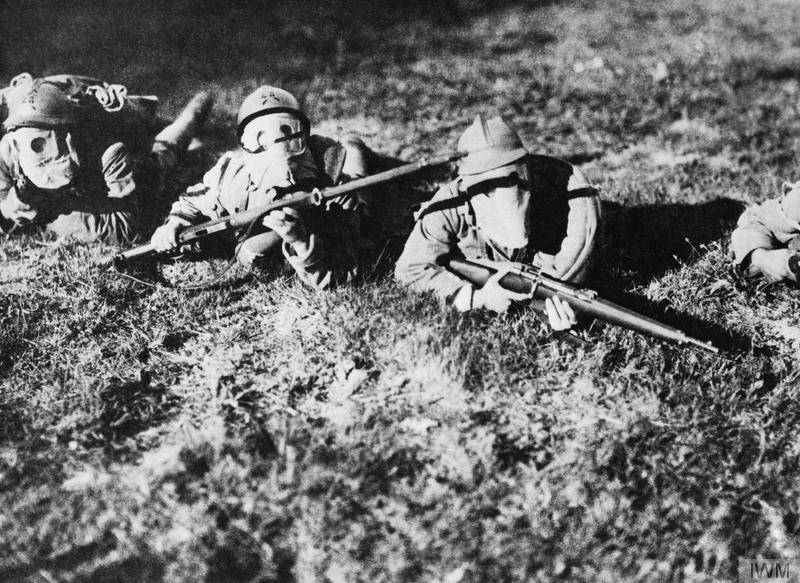
قوات أرديتي الإيطالية تستخدم الأقنعة الواقية من الغازات لحماية نفسها من حرب كيماوية، والتي استخدمت لأول مرة في الحرب العالمية الأولى.

دارت معظم المعارك في الحرب العالمية الأولى على طول الجبهة الغربية، ضمن نظام خنادق وتحصينات مأهولة متلاقية (مفصولة بـ «الأرض الحرام») وتمتد من بحر الشمال إلى حدود سويسرا. وعلى الجبهة الشرقية حالت السهول الشرقية الشاسعة وشبكة السكك الحديدية المحدودة دون تطور حرب الخنادق، على الرغم من أن نطاق الصراع كان كبيرًا بنفس القدر. كما وقعت الأعمال العدائية في البحر وتحته ولأول مرة من الجو. أكثر من 9 ملايين جندي لقوا حتفهم في ساحات القتال المختلفة، وما يقرب من ذلك في الجبهات الداخلية للبلدان المشاركة بسبب نقص الغذاء والإبادة الجماعية التي ارتكبت تحت غطاء الحروب الأهلية المختلفة والصراعات الداخلية. وتجدر الإشارة إلى أن الذين لقوا حتفهم بسبب تفشي الإنفلونزا في جميع أنحاء العالم بعد الحرب أكثر ممن مات في الحرب وممن مات بعدها بسبب الأعمال العدائية. فالظروف غير الصحية التي أحدثتها الحرب، والاكتظاظ الشديد في الثكنات، والدعاية في زمن الحرب التي تتدخل في تحذيرات الصحة العامة، وهجرة العديد من الجنود حول العالم ساعدت على تفشي الجائحة.
في نهاية الأمر خلقت الحرب العالمية الأولى انفصالًا حاسمًا عن النظام العالمي القديم الذي ظهر بعد الحروب النابليونية، والذي عدلته الثورات القومية في منتصف القرن 19. وكانت نتائج الحرب العالمية الأولى عوامل مهمة في تطور الحرب العالمية الثانية بعدها بـ 20 عامًا. في وقت أقرب إلى ذلك الوقت كان تقسيم الدولة العثمانية حدثًا سياسيًا أعاد رسم الحدود السياسية لغرب آسيا. تم تقسيم التجمع الهائل للأقاليم والشعوب التي كان يحكمها سابقًا سلطان الدولة العثمانية إلى عدة دول جديدة. أدى التقسيم إلى إنشاء العالم العربي الحديث وجمهورية تركيا. منحت عصبة الأمم فرنسا انتدابًا على سوريا ولبنان ومنحت المملكة المتحدة انتدابًا على بلاد ما بين النهرين وفلسطين (التي تم تقسيمها لاحقًا إلى منطقتين: فلسطين وشرق الأردن). أصبحت أجزاء من الدولة العثمانية في شبه الجزيرة العربية تابعة للمملكة العربية السعودية واليمن.

### الثورة والحرب في روسيا

لينين يخطب في الشعب أثناء الثورة

الثورة الروسية هي سلسلة الثورات شهدتها روسيا سنة 1917، والتي دمرت الاستبداد القيصري، وساهمت في إنشاء الاتحاد السوفيتي. شكلت الحكومة الروسية المؤقتة بعد عزل نيكولاس الثاني. وفي أكتوبر 1917 اندلعت ثورة فصيل أحمر استولى فيها الحرس الأحمر وجماعات مسلحة من العمال والجنود الفارين بقيادة الحزب البلشفي ، على مدينة سانت بطرسبرغ (المعروفة آنذاك باسم بتروغراد) وبدأوا في الاستيلاء المسلح الفوري على المدن والقرى في جميع أنحاء الإمبراطورية الروسية السابقة.
عمل آخر جدير بالملاحظة جرى في 1917، هو الهدنة الموقعة بين روسيا وقوى المركز في بريست ليتوفسك. وشرط للسلام تنازلت روسيا في معاهدة لقوى المركز عن أجزاء ضخمة من الإمبراطورية الروسية السابقة لألمانيا والدولة العثمانية، مما أزعج جدا القوميين والمحافظين. فعقد البلاشفة السلام مع الإمبراطورية الألمانية والقوى المركزية كما وعدوا الشعب الروسي قبل الثورة. يُعزى قرار فلاديمير لينين إلى رعايته من وزارة خارجية الإمبراطور الألماني فيلهلم الثاني على أمل أن تنسحب روسيا من الحرب العالمية الأولى مع حدوث ثورة. وقد تعزز هذا الشك برعاية وزارة الخارجية الألمانية لعودة لينين إلى بتروغراد. وأعرب الحلفاء الغربيون عن استيائهم من البلاشفة بالتالي:
1. انسحاب روسيا من المجهود الحربي.
2. الخوف من تحالف روسي ألماني محتمل.
3. مدفوعًا باحتمالية قيام البلاشفة بتنفيذ تهديداتهم بعدم تحمل أي مسؤولية، وبالتالي عدم دفع القروض الخارجية الضخمة للإمبراطورية الروسية.[nb 10]

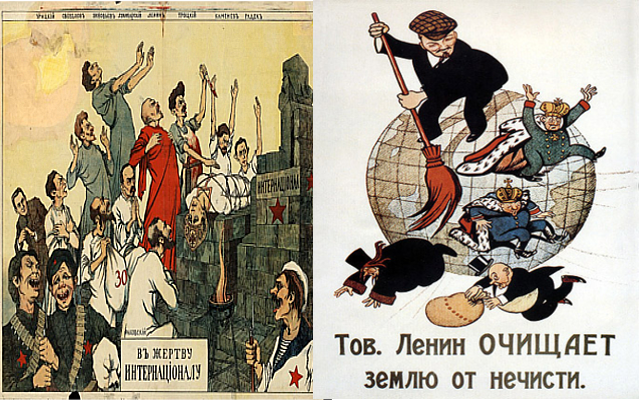
رؤيتان متناقضتان للحرب الأهلية الروسية. إلى اليسار دعاية من الجيش الأبيض، إلى اليمين دعاية من البلاشفة.

بالإضافة إلى ذلك كان هناك قلق شاركت فيه قوى المركز، من أن الأفكار الثورية الاشتراكية ستنتشر إلى الغرب. لذا أعربت العديد من الدول عن دعمها للبيض، بما في ذلك توفير القوات والإمدادات. فأعلن ونستون تشرشل أنه يجب «خنق البلشفية في مهدها».
كانت الحرب الأهلية الروسية حربًا متعددة الأحزاب حدثت داخل الإمبراطورية الروسية السابقة بعد انهيار الحكومة الروسية المؤقتة وتولى السوفييت تحت سيطرة الحزب البلشفي السلطة، بداية في بتروغراد (سانت بطرسبرغ) ثم في أماكن أخرى. وفي أعقاب ثورة أكتوبر تم تسريح الجيش الإمبراطوري الروسي القديم. وكان الحرس الأحمر القائم على المتطوعين هو القوة العسكرية الرئيسية للبلاشفة، وبدعم من مكون عسكري مسلح من تشيكا وهو جهاز أمن الدولة البلشفي. كان هناك التجنيد الإجباري للفلاحين في الجيش الأحمر. تم التغلب على معارضة سكان الريف الروس لوحدات التجنيد التابعة للجيش الأحمر من خلال أخذ الرهائن وإطلاق النار عليهم عند الضرورة من أجل إجبارهم على الامتثال. واستُخدِم ضباط الجيش القيصري السابق كـ «متخصصين عسكريين» (voenspetsy)، حيث أخذوا أسرهم كرهائن من أجل ضمان الولاء. في بداية الحرب كان ثلاثة أرباع ضباط الجيش الأحمر هم من ضباط الجيش الإمبراطوري الروسي السابق. وفي نهاية الحرب، كان 83٪ من قادة الفرق والفيالق في الجيش الأحمر هم جنود قيصريين سابقين.

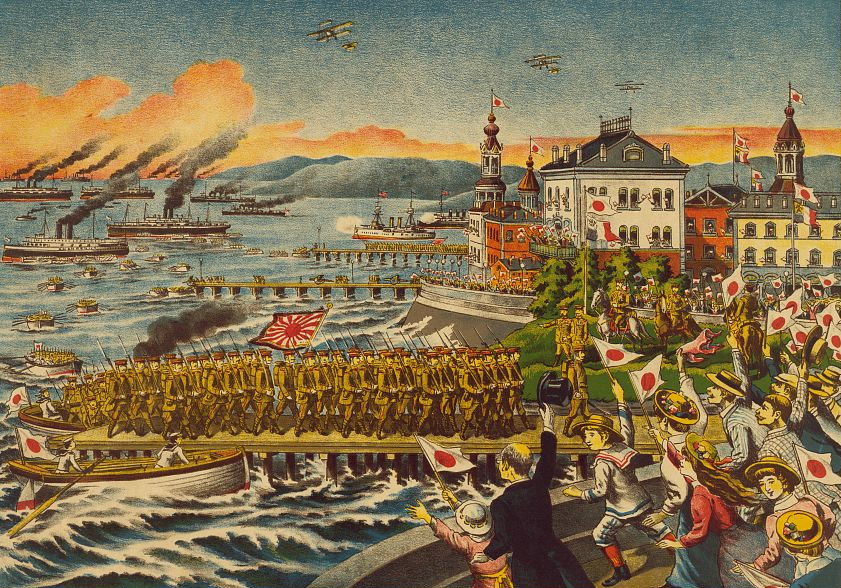
في الحرب الأهلية الروسية، تدخلت أكثر من 11 دولة لصالح الحركة البيضاء. هنا احتلال اليابانيون فلاديفوستوك.

كانت أهم المعارك تقع بين الجيش الأحمر البلشفي والجيش الأبيض. ساهمت العديد من الجيوش الأجنبية ضد الجيش الأحمر، لا سيما قوات الحلفاء، كذلك قاتل العديد من الأجانب المتطوعين في كلا جانبي الحرب الأهلية الروسية. كما شاركت مجموعات سياسية قومية وإقليمية أخرى في الحرب، بما في ذلك الجيش الأخضر القومي الأوكراني والجيش الأسود الأناركي الأوكراني والحرس الأسود، وأمراء حرب مثل أنجيرن فون ستيرنبرغ. وقع القتال الأشد في الفترة من 1918 إلى 1920. وانتهت العمليات العسكرية الرئيسية في 25 أكتوبر 1922 عندما احتل الجيش الأحمر فلاديفوستوك، التي كانت تحت سيطرة حكومة بريامور المؤقتة. كان آخر جيب للقوات البيضاء هو منطقة Ayano-Maysky على ساحل المحيط الهادئ. انتهى معظم القتال في 1920 بهزيمة الجنرال بيوتر رانجل في شبه جزيرة القرم، لكن المقاومة الملحوظة في مناطق معينة استمرت حتى 1923 (مثل تمرد كرونشتات وتمرد تامبوف وحركة باسمشي والمقاومة النهائية للحركة البيضاء في الشرق الاقصى).
كان عقد 1920 هو فترة من التقلب لروسيا الثورية وآسيا الوسطى، حيث إعلن عن اتحاد الجمهوريات الاشتراكية السوفياتية سنة 1922 خلفًا للإمبراطورية الروسية المنهارة. توفي الزعيم الثوري فلاديمير لينين لأسباب طبيعية وخلفه يوسف ستالين.

### بداية جمهورية الصين
أعلنت الصين سنة 1917 الحرب على ألمانيا على أمل استعادة مقاطعتها المفقودة، التي كانت آنذاك تحت السيطرة اليابانية. واحتلت حركة الثقافة الجديدة حيزًا خلال الفترة من 1917 إلى 1923. ورفض ممثلو الصين التوقيع على معاهدة فرساي، بسبب الضغط الشديد من الطلاب المحتجين والرأي العام على حد سواء.

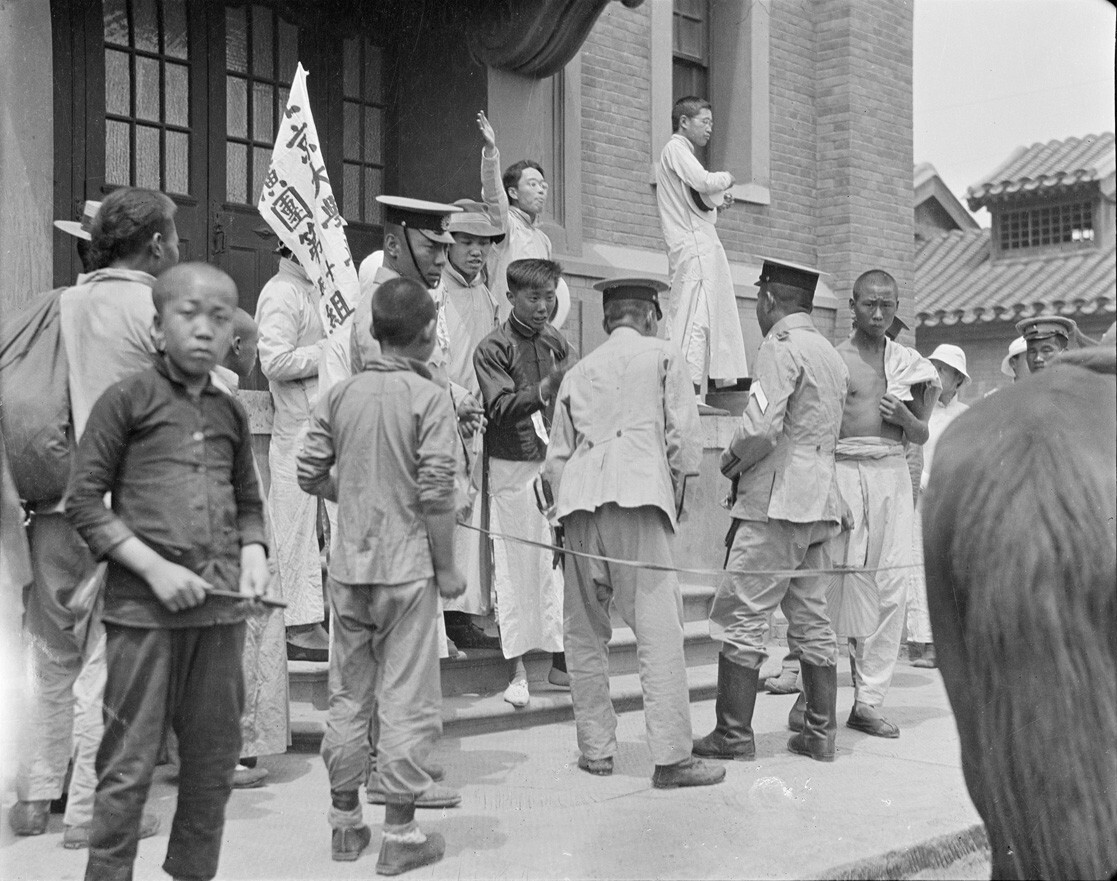
مظاهرات طلابية في 3 يونيو 1919

ساعدت حركة الرابع من مايو في إحياء قضية ثورة الجمهورية التي كانت تتلاشى آنذاك. وفي سنة 1917 أصبح صن يات سن القائد العام لحكومة عسكرية منافسة في قوانغتشو بالتعاون مع أمراء الحرب الجنوبيين. تجاهلت الديمقراطيات الغربية طلبات صن للحصول على المساعدة منهم، لذا انتقل في 1920 إلى الاتحاد السوفيتي الذي نجحت ثورته. سعى السوفييت إلى تكوين صداقات مع الثوريين الصينيين من خلال شن هجمات لاذعة على الإمبريالية الغربية. ولكن من أجل النفعية السياسية بدأت القيادة السوفيتية سياسة مزدوجة لدعم كل من صن والحزب الشيوعي الصيني حديث النشأة.

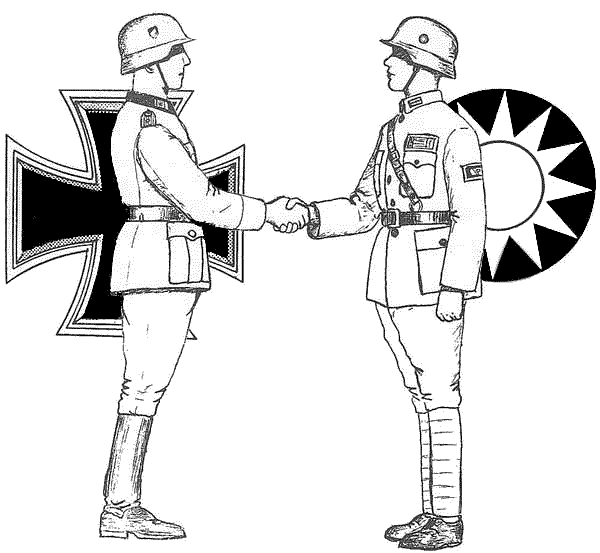
مع التعاون الصيني الألماني حتى 1941، تم تحسين الصناعة والجيش الصيني قبل الحرب ضد اليابان.

أدى التنافس بين الكومينتانغ والحزب الشيوعي الصيني في بداية 1927 إلى حدوث انقسام في الصفوف الثورية. فقرر الحزب الشيوعي الصيني والجناح الأيسر لحزب الكومينتانغ نقل مقر الحكومة القومية من قوانغتشو إلى ووهان. لكن شيانج كاي شيك الذي أثبتت حملته الشمالية نجاحها، وضع قواته لتدمير الحزب الشيوعي الصيني في شنغهاي وأنشأ حكومة مناهضة للشيوعية في نانجينغ في أبريل 1927.

### فترة نانجينغ في الصين
كان عقد نانجينغ من 1928-1937 واحدًا من التوحيد والإنجاز تحت قيادة القوميين، مع سجل مختلط ولكنه إيجابي بشكل عام في الاقتصاد والتقدم الاجتماعي وتطوير الديمقراطية والإبداع الثقافي. تم تعديل بعض الجوانب القاسية للامتيازات والامتيازات الأجنبية في الصين من خلال الدبلوماسية.

### العشرينيات والكساد

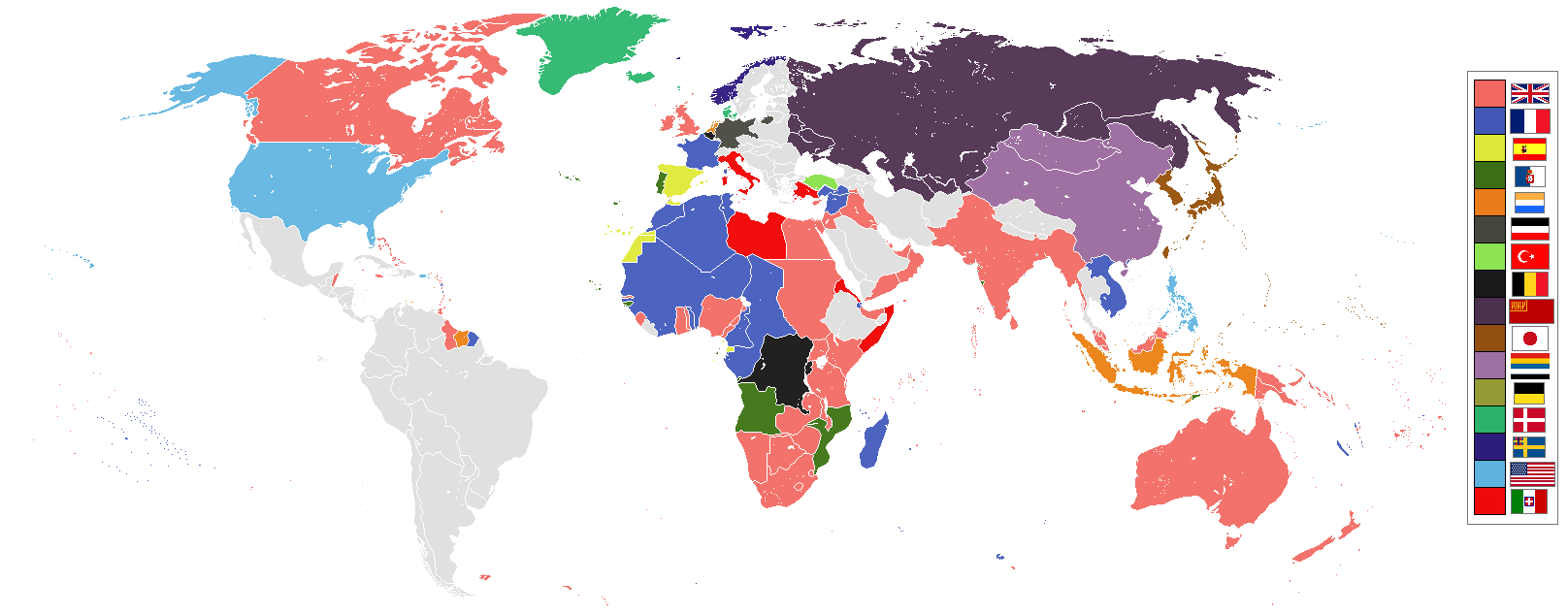
العالم سنة 1920، وهي جزء من فترة ما بين الحربين. حيث توسعت بريطانيا العظمى وفرنسا بقوة على حساب الإمبراطورية الألمانية السابقة

كانت فترة ما بين الحربين العالميتين الفترة بين نهاية الحرب العالمية الأولى وبداية الحرب العالمية الثانية. تميزت هذه الفترة بالاضطرابات في معظم أنحاء العالم، وكافحت أوروبا للتعافي من الدمار الذي خلفته الحرب العالمية الأولى.

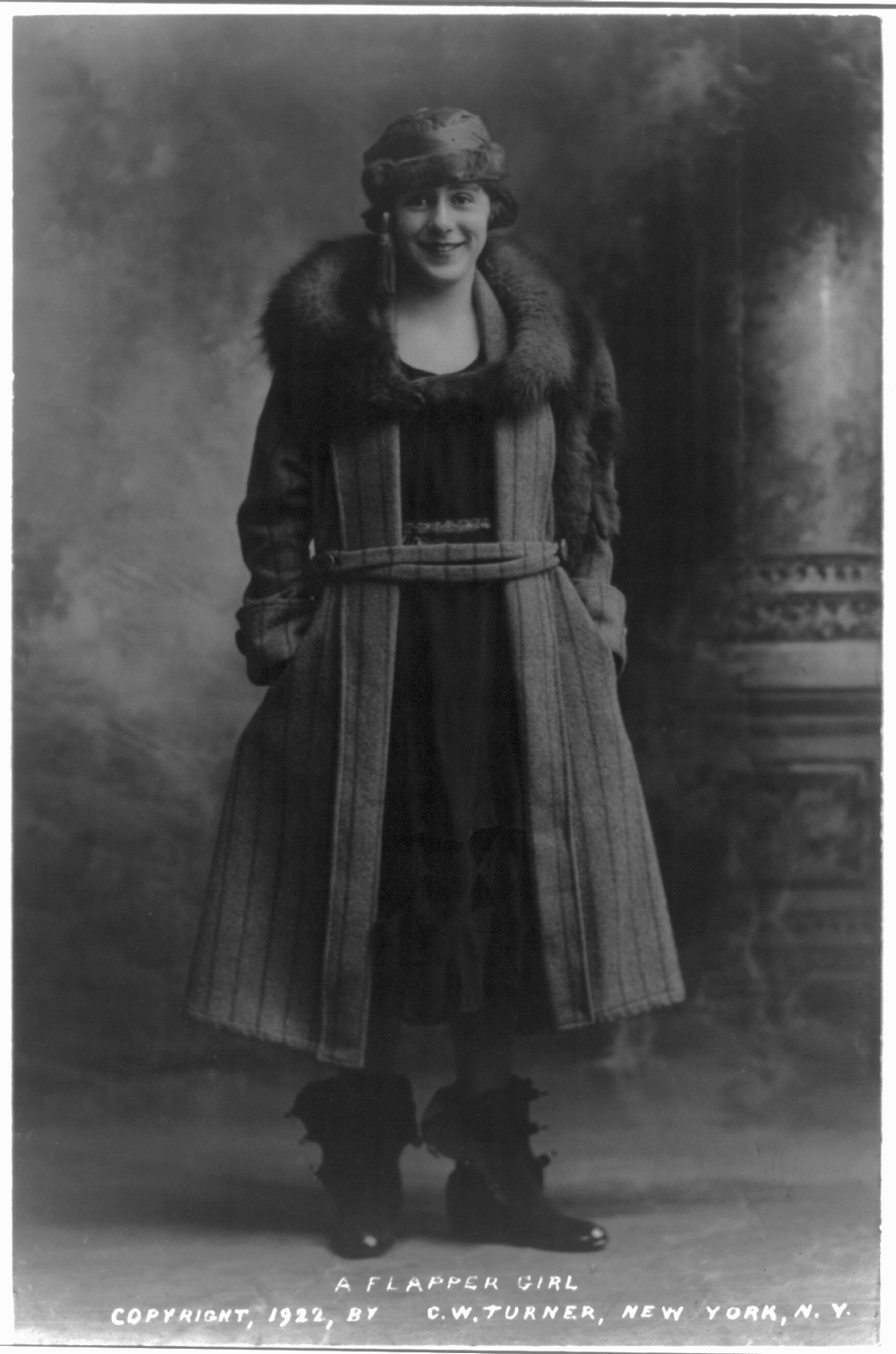
فتاة أمريكية متحررة. شهدت النساء في عشرينيات القرن الماضي درجة من التحرر.

شهدت أمريكا الشمالية ازدهارًا كبيرًا في النصف الأول من العشرينات الصاخبة. أشعلت تلك الحقبة ثورة اجتماعية ومجتمعية بدأت في أمريكا الشمالية، ثم انتشرت في أوروبا في أعقاب الحرب العالمية الأولى. وقد أطلق عليها «عصر الجاز»، حيث أظهرت عروضًا لنشاطات اجتماعية وفنية وثقافية محمومة. عادت الحياة الطبيعية في السياسة، وازدهرت موسيقى الجاز وأعادت المتحررات تعريف الأنوثة الحديثة والانفصال عن التقاليد، وبلغ آرت ديكو ذروته. تميزت روح العشرينيات بشعور عام بالانقطاع المرتبط بالحداثة والانفصال عن الماضي. يبدو أن كل شيء ممكن من خلال التكنولوجيا الحديثة. أدت التقنيات الجديدة وخاصة السيارات والأفلام والراديو إلى انتشار الحداثة لدى جزء كبير من السكان. فشهدت تلك الفترة رغبة شاملة للتطبيق العملي، في الهندسة المعمارية وفي الحياة اليومية. تميزت تلك الحقبة بالعديد من الاختراعات والاكتشافات، والنمو الصناعي الواسع وزيادة طلب المستهلك وتطلعاته وتغيرات كبيرة في نمط الحياة.
دفع احتلال الحلفاء لإسطنبول وإزمير في الدولة العثمانية بعد انتهاء الحرب العالمية الأولى إلى إنشاء الحركة الوطنية التركية. التي أشعلت حرب الاستقلال التركية (1919-1923) بهدف إلغاء شروط معاهدة سيفر. بعد الانتصار التركي أدت معاهدة لوزان المؤرخة في 24 يوليو 1923 إلى الاعتراف الدولي بسيادة جمهورية تركيا المشكلة حديثًا لتكون خليفة للدولة العثمانية، وتم إعلان الجمهورية رسميًا في 29 أكتوبر 1923 في أنقرة العاصمة الجديدة للبلاد. نصت اتفاقية لوزان على التبادل السكاني بين اليونان وتركيا، حيث غادر 1.1 مليون يوناني تركيا إلى اليونان مقابل 380 ألف مسلم تم نقلهم من اليونان إلى تركيا. 
ازداد ارتباط اقتصاد الولايات المتحدة مع اقتصاد أوروبا. وفي ألمانيا أفسحت جمهورية فايمار الطريق أمام حلقات الاضطراب السياسي والاقتصادي، والتي بلغت ذروتها بتضخم ألمانيا المفرط سنة 1923 وفشل انقلاب بير هول من نفس العام. عندما لم تتمكن ألمانيا من تحمل مدفوعات الحرب، استثمرت وول ستريت بكثافة في الديون الأوروبية لإبقاء الاقتصاد الأوروبي قائمًا كسوق استهلاكي كبير للسلع الأمريكية المنتجة بكميات كبيرة. وفي منتصف العقد ارتفعت التنمية الاقتصادية في أوروبا، وظهرت العشرينات الهادرة في ألمانيا وبريطانيا وفرنسا وكندا الناطقة بالفرنسية

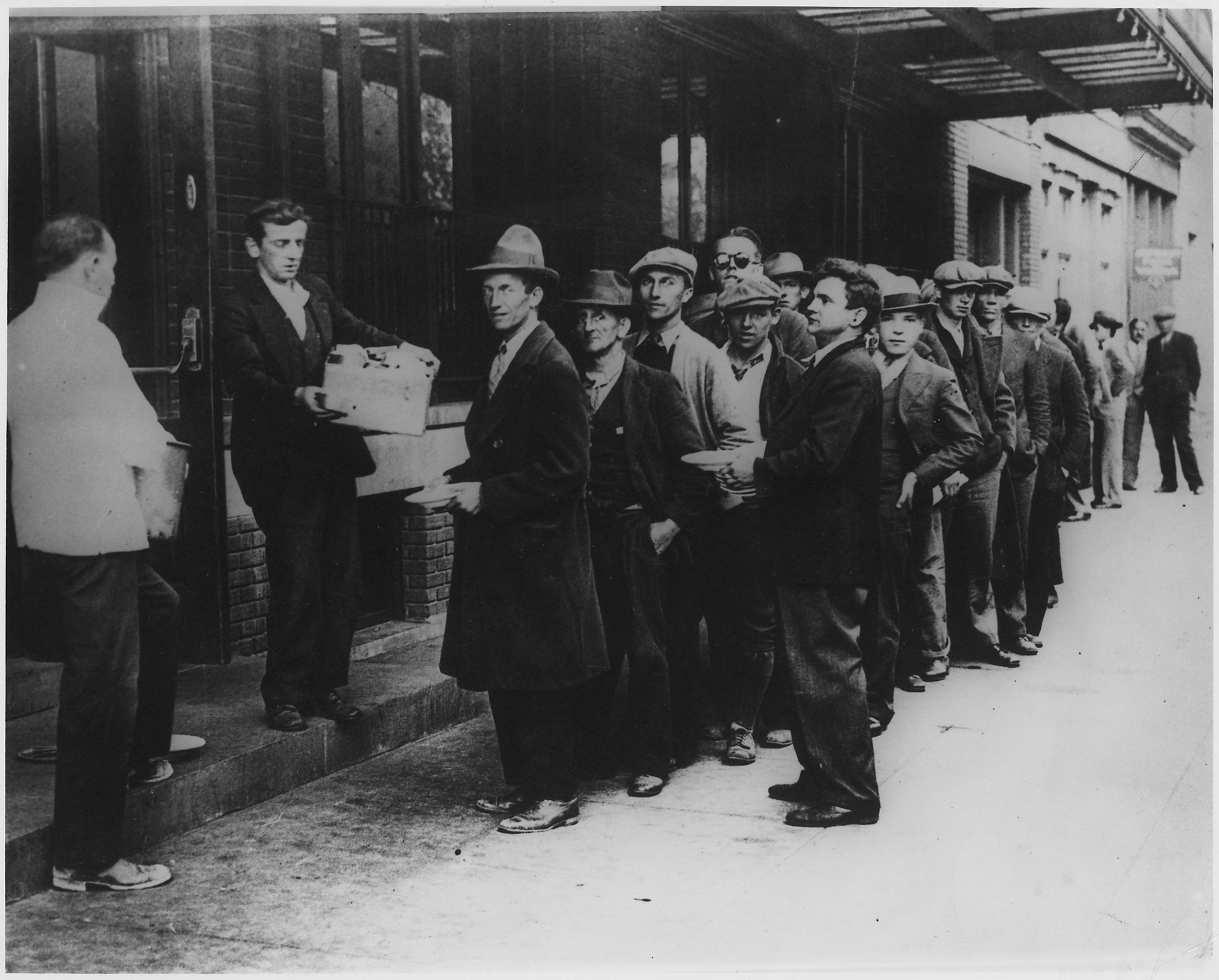
الكساد الكبير، طابور طويل من الناس ينتظرون مساعدات غذائية في مدينة نيويورك الولايات المتحدة

تدهور الاقتصاد في جميع أنحاء العالم بشكل كبير مع بداية الكساد الكبير في 1929. أدى انهيار وول ستريت (1929) إلى انتهاء الحقبة السابقة. كان الكساد الكبير بمثابة تباطؤ اقتصادي عالمي بدأ عالميا في 1929 وانتهى في أوقات مختلفة في الثلاثينيات أو أوائل الأربعينيات في بلدان مختلفة. كان أكبر وأهم كساد اقتصادي في القرن العشرين، واستخدم في القرن الحادي والعشرين كمثال على المدى الذي يمكن أن ينخفض فيه الاقتصاد العالمي.
كان للكساد آثار مدمرة في كل بلد تقريبًا، غنيًا كان أم فقيرًا. وانخفضت التجارة الدولية ما بين النصف إلى الثلثين، كما انخفض الدخل الشخصي والإيرادات الضريبية والأسعار والأرباح. تضررت بشدة مدن العالم، خاصة تلك التي اعتمدت على الصناعات الثقيلة. توقف البناء عمليا في العديد من البلدان. عانت الزراعة والمناطق الريفية من انخفاض أسعار المحاصيل بنحو 60 في المائة. في مواجهة انخفاض الطلب مع وجود مصادر بديلة قليلة للوظائف، عانت المناطق التي تعتمد على صناعات القطاع الأولي أكثر من غيرها. انتهى الكساد الكبير في أوقات مختلفة في بلدان مختلفة مع استمرار التأثير حتى الحقبة التالية. فانتهى في أمريكا سنة 1941 مع دخولها الحرب العالمية الثانية. وضعت غالبية الدول برامج إغاثة، وتعرض معظمها لنوع من الاضطرابات السياسية، مما دفعها للتوجه نحو اليسار أو اليمين. في بعض دول العالم تحول المواطنون اليائسون نحو الديماغوجيين القوميين - وأشهرهم أدولف هتلر - مما مهد الطريق لحقبة جديدة من الحرب. أدى التشنج الناجم عن الكساد العالمي إلى ظهور النازية. في آسيا أصبحت اليابان قوة حازمة أكثر من أي وقت مضى خاصة فيما يتعلق بالصين.

### العصبة والأزمات
تميزت فترة ما بين الحربين العالميتين بتغيير جذري في النظام الدولي، بعيدًا عن ميزان القوى الذي سيطر على أوروبا قبل الحرب العالمية الأولى. كانت إحدى المؤسسات الرئيسية التي كان من المفترض أن تحقق الاستقرار هي عصبة الأمم، التي أنشئت بعد الحرب العالمية الأولى بهدف الحفاظ على الأمن والسلام العالميين وتشجيع النمو الاقتصادي بين الدول الأعضاء.
ومع ذلك فشلت العصبة في حل أي أزمات كبرى، وفي سنة 1938 لم تعد لاعباً رئيسياً. تم تقويض العصبة بسبب عدوانية ألمانيا النازية وإمبراطورية اليابان والاتحاد السوفيتي وإيطاليا موسوليني وبسبب عدم مشاركة الولايات المتحدة.

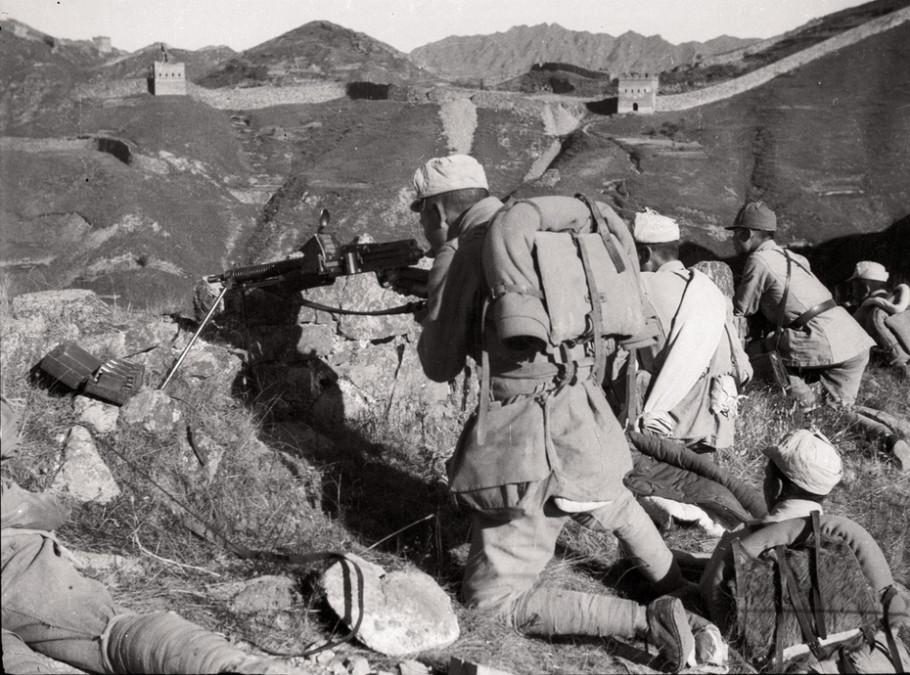
دافع الجنود القوميون الصينيون في معركة سور الصين العظيم في لايوان -خبي الصينية في خريف 1937. كلفت الحرب الصينية اليابانية الثانية ما لا يقل عن عشرين مليونًا من الأرواح.

أدت سلسلة من الأزمات الدولية إلى تضعضع العصبة إلى أقصى حدودها، وكان أولها الغزو الياباني لمنشوريا وأزمة الحبشة في 1936/1935التي غزت فيها إيطاليا الحبشة، وهي واحدة من الدول الأفريقية الحرة الوحيدة في ذلك الوقت.
حاولت العصبة فرض عقوبات اقتصادية على إيطاليا، لكن دون جدوى. سلط الحادث الضوء على ضعف فرنسا وبريطانيا، المتمثل في إحجامهما عن عزل إيطاليا وفقدانها كحليف لهم. دفعت الإجراءات المحدودة التي اتخذتها القوى الغربية إيطاليا موسوليني نحو التحالف مع ألمانيا هتلر على أي حال. أظهرت حرب الحبشة لهتلر مدى ضعف العصبة وشجعت على إعادة تسليح راينلاند في تجاهل صارخ لمعاهدة فرساي. كان هذا هو الأول في سلسلة من الأعمال الاستفزازية التي بلغت ذروتها بغزو بولندا في سبتمبر 1939 وبداية الحرب العالمية الثانية.

### الميثاق الثلاثي والحرب العالمية الثانية
بدأت اليابان في الاستيلاء على منشوريا في سبتمبر 1931 بسبب الحاجة إلى مواد خام والضغط السكاني، وأقامت إمبراطور تشينغ السابق بوئي ليكون رئيس لدولة مانشوكو العميلة في 1932. خلال الحرب اليابانية الصينية الثانية (1937-1945) كانت خسارة منشوريا وإمكاناتها الهائلة للتنمية الصناعية والصناعات الحربية، ضربة لاقتصاد الكومينتانغ. وبعد 1940 أصبحت النزاعات بين الكومينتانغ والشيوعيين أكثر تكرارا في المناطق التي لا تخضع للسيطرة اليابانية. وسع الشيوعيون نفوذهم حيثما قدمت الفرص لأنفسهم من خلال المنظمات الجماهيرية والإصلاحات الإدارية وتدابير إصلاح الأراضي والضرائب لصالح الفلاحين - بينما حاول الكومينتانغ تحييد انتشار النفوذ الشيوعي. شهدت الحرب الصينية اليابانية الثانية تصاعد التوترات بين الإمبراطورية اليابانية والولايات المتحدة. فجرت أحداث مثل حادثة باناي ومذبحة نانجنغ حولت الرأي العام الأمريكي ضد اليابان مع احتلال الهند الصينية الفرنسية في 1940-1941، ومع استمرار الحرب في الصين، فرضت الولايات المتحدة حظرًا على اليابان للمواد الاستراتيجية مثل الخردة المعدنية والنفط، والتي كانت ضرورية بشكل حيوي للجهود الحربية. واجه اليابانيون خيار الانسحاب من الصين وفقدان ماء الوجه أو الاستيلاء على مصادر جديدة من المواد الخام وتأمينها في المستعمرات الغنية بالموارد والخاضعة للسيطرة الأوروبية في جنوب شرق آسيا - وتحديداً مالايا البريطانية وجزر الهند الشرقية الهولندية (إندونيسيا حاليًا). وفي 1940 وقعت الإمبراطورية اليابانية على الاتفاق الثلاثي مع ألمانيا النازية وإيطاليا الفاشية.

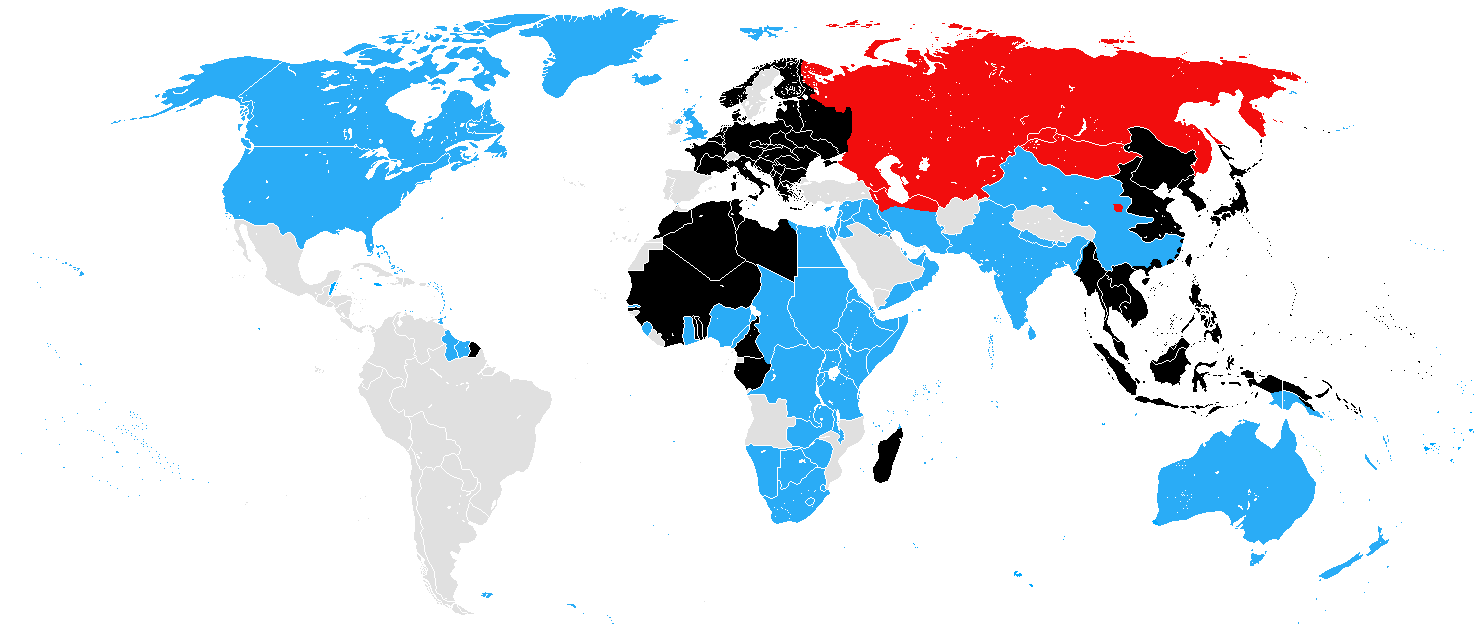
الحرب العالمية الثانية في ذروة توسع المحور (الأسود) في قتالهم ضد الحلفاء (الأزرق) والكومنترن (الأحمر). من المهم ملاحظة أن إمبراطورية اليابان لم تكن في حالة حرب مع الاتحاد السوفيتي على الرغم من كونها جزءًا من الاتفاق الثلاثي.

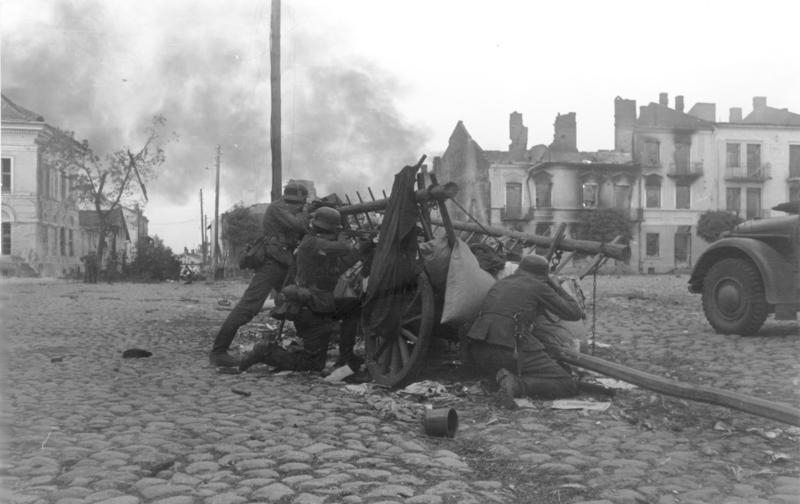
الغزو الألماني لبولندا سنة 1939 هو البداية الرسمية للحرب العالمية الثانية

على الرغم من أن اليابان غزت الصين سنة 1937، إلا أن المتعارف عليه هو أن الحرب العالمية الثانية بدأت في 1 سبتمبر 1939 عندما غزت ألمانيا النازية بولندا أو «الزحف نحو الشرق»، (بالألمانية: Drang nach Osten). وخلال يومين أعلنت المملكة المتحدة وفرنسا الحرب على ألمانيا، على الرغم من أن القتال كان محصوراً في بولندا. ووفقًا للبند السري آنذاك في اتفاق مولوتوف-ريبنتروب الخاص بعدم الاعتداء، انضم الاتحاد السوفيتي إلى ألمانيا في 17 سبتمبر 1939 بغزو بولندا وتقسيم أوروبا الشرقية. كان الحلفاء يتألفون في البداية من بولندا والمملكة المتحدة وفرنسا وأستراليا وكندا ونيوزيلندا وجنوب إفريقيا بالإضافة إلى دول الكومنولث البريطانية التي كانت تسيطر عليها المملكة المتحدة مباشرة مثل الإمبراطورية الهند. أعلنت كل هذه الدول الحرب على ألمانيا في سبتمبر 1939.

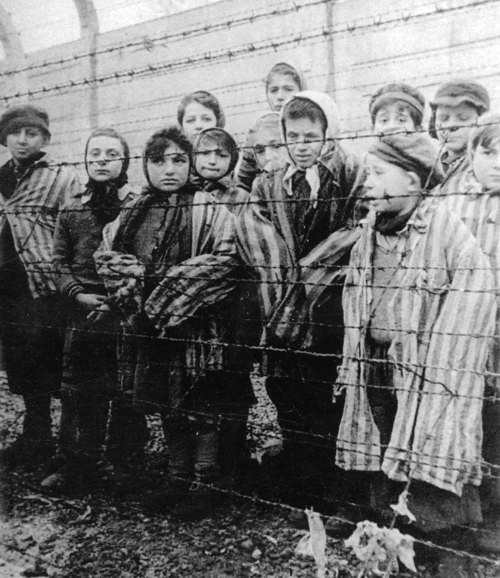
الناجون من الهولوكوست في معسكر الاعتقال الألماني سيئ السمعة في أوشفيتز الواقع في بولندا المحتلة.

بعد هدوء في القتال والمعروف باسم «الحرب الزائفة» غزت ألمانيا أوروبا الغربية في مايو 1940. وبعد ستة أسابيع وبعد أن هاجمتها إيطاليا أيضًا استسلمت فرنسا لألمانيا، التي حاولت بعدها غزو بريطانيا دون جدوى. وفي 27 سبتمبر وقعت ألمانيا وإيطاليا واليابان اتفاقية دفاع مشترك أو «الاتفاق الثلاثي» وعرفت باسم دول المحور. وبعد تسعة أشهر أي في 22 يونيو 1941 شنت ألمانيا غزوًا هائلاً على الاتحاد السوفيتي، الذي انضم مباشرة إلى الحلفاء. فأصبحت ألمانيا الآن تخوض حربًا على جبهتين. ثبت أن هذا خطأ من ألمانيا - ألمانيا فشلت في غزو بريطانيا وانقلبت الحرب ضد المحور.
في 7 ديسمبر 1941 هاجمت اليابان الولايات المتحدة في بيرل هاربور، مما أدخلها الحرب إلى جانب الحلفاء. وأيضًا انضمت الصين إلى الحلفاء، كما فعلت في النهاية معظم دول العالم. كانت الصين في حالة اضطراب في ذلك الوقت، وهاجمت الجيوش اليابانية من خلال حرب العصابات. وفي بداية 1942 كان المقاتلون الرئيسيون متحالفين على النحو التالي: الكومنولث البريطاني والولايات المتحدة والاتحاد السوفيتي يقاتلون ألمانيا وإيطاليا؛ والكومنولث البريطاني والصين والولايات المتحدة يقاتلون اليابان. تمت الإشارة إلى المملكة المتحدة والولايات المتحدة والاتحاد السوفيتي والصين على أنهم «وصاية الأقوياء» خلال الحرب العالمية الثانية وتم الاعتراف بها على أنهم «الحلفاء الأربعة الكبار» في إعلان الأمم المتحدة. تم تصنيف أربع دول على أنها «رجال الشرطة الأربعة» أو «المأمورون الأربعة» لقوة الحلفاء والمنتصرين الأساسيين في الحرب العالمية الثانية. من ذلك الحين وحتى أغسطس 1945 اندلعت المعارك في جميع أنحاء أوروبا، في شمال المحيط الأطلسي وشمال إفريقيا وفي جميع أرجاء جنوب شرق آسيا، وفي كل الصين وعبر المحيط الهادئ وفي الجو فوق اليابان. استسلمت إيطاليا في سبتمبر 1943 وانقسمت إلى دولة عميلة تحتلها ألمانيا في الشمال ودولة صديقة للحلفاء في الجنوب. ثم استسلمت ألمانيا في مايو 1945. وبعد القصف الذري على هيروشيما وناجازاكي استسلمت اليابان معلنة نهاية الحرب في 2 سبتمبر 1945.
من المحتمل أن يكون حوالي 62 مليون شخص قد لقوا مصرعهم في الحرب. وتختلف التقديرات بشكل كبير. حوالي 60٪ من الضحايا كانوا من المدنيين الذين ماتوا نتيجة المرض والجوع والإبادة الجماعية (على وجه الخصوص الهولوكوست) والقصف الجوي. عانى الاتحاد السوفياتي السابق والصين من أكبر عدد من الضحايا. وتشير التقديرات إلى أن عدد القتلى في الاتحاد السوفياتي بلغ حوالي 23 مليونًا، بينما عانت الصين من حوالي 10 ملايين. لم تفقد أي دولة نسبة من سكانها أكبر من بولندا: فقد مات ما يقرب من 5.6 مليون، أو 16٪ من سكانها قبل الحرب البالغ عددهم 34.8 مليون نسمة. وكان القتل المتعمد والمنهجي لملايين اليهود وغيرهم من «غير المرغوب فيهم» خلال الحرب العالمية الثانية على يد النظام النازي في ألمانيا. توجد عدة وجهات نظر متباينة حول ما إذا كان المقصود أن تحدث منذ بداية الحرب، أو إذا كانت الخطط لها قد جاءت في وقت لاحق. بغض النظر فقد امتد اضطهاد اليهود قبل وقت طويل من بدء الحرب، كما هو الحال في ليلة الكريستال. استخدم النازيون الدعاية بشكل كبير لإثارة المشاعر المعادية للسامية بين الألمان العاديين.

### التاريخ المعاصر (ما بعد 1945)
بعد الحرب العالمية الثانية انقسمت أوروبا بشكل غير رسمي إلى مناطق نفوذ غربية وسوفيتية. انضمت أوروبا الغربية لاحقًا إلى حلف شمال الأطلسي (الناتو) وأوروبا الشرقية باسم حلف وارسو. كان هناك تحول في القوة من أوروبا الغربية والإمبراطورية البريطانية إلى القوتين العظميين الجديدتين: الولايات المتحدة والاتحاد السوفيتي. هذان الخصمان سيتواجهان في وقت لاحق في الحرب الباردة. وفي آسيا أدت هزيمة اليابان إلى دمقرطة اليابان. واستمرت الحرب الأهلية الصينية خلال الحرب وبعدها، مما أدى في النهاية إلى إنشاء جمهورية الصين الشعبية. بدأت المستعمرات السابقة للقوى الأوروبية طريقها إلى الاستقلال.

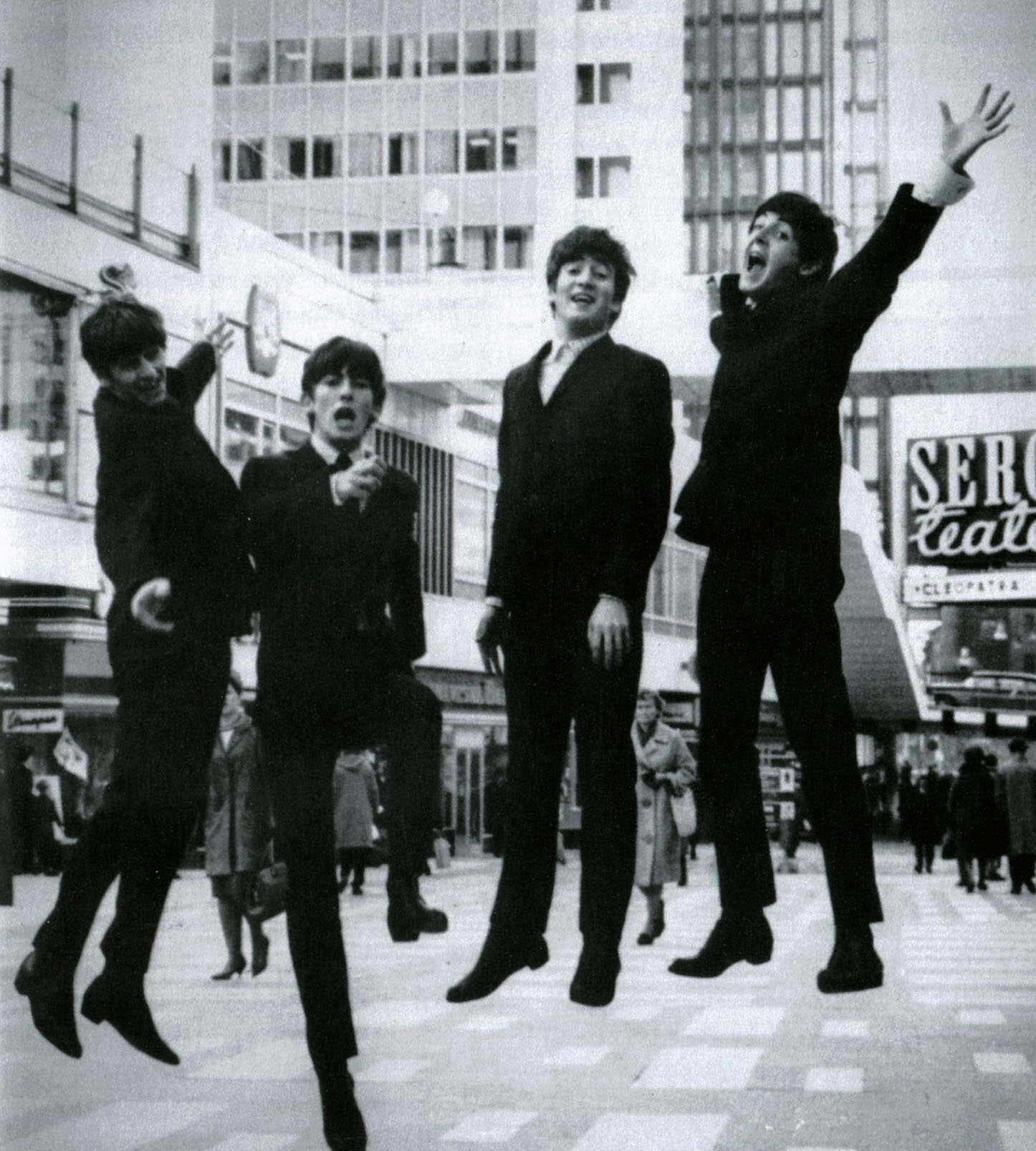
ازدهرت صناعة الموسيقى الشعبية خلال الهيمنة الأميركية. في الصورة هنا فرقة البيتلز.

تميز منتصف القرن العشرين عن معظم تاريخ البشرية في أن أهم تغيراته كانت ذات طبيعة اقتصادية وتكنولوجية أو مرتبطة بها. وكانت التنمية الاقتصادية هي القوة الكامنة وراء التغييرات الهائلة في الحياة اليومية، إلى درجة لم يسبق لها مثيل في تاريخ البشرية.
على مدار القرن العشرين نما الناتج المحلي الإجمالي للفرد في العالم بخمسة أضعاف، أكثر بكثير من جميع القرون السابقة مجتمعة (بما في ذلك القرن التاسع عشر مع ثورته الصناعية). يؤكد العديد من الاقتصاديين أن هذا يقلل من حجم النمو، حيث تم استخدام العديد من السلع والخدمات مع نهاية القرن العشرين، مثل الطب المحسن (مما تسبب في زيادة متوسط العمر المتوقع في العالم لأكثر من عقدين) وتقنيات الاتصالات التي لم تكن متوفرة في البداية. ومع ذلك اتسعت الهوة والانقسام بين الأغنياء والفقراء في العالم، وظلت غالبية سكان العالم في الجانب الفقير من الانقسام.
ومع ذلك كان لتقدم التكنولوجيا والطب تأثير كبير حتى في جنوب الكرة الأرضية. جعلت الصناعة واسعة النطاق ووسائل الإعلام الأكثر مركزية مع الديكتاتوريات الوحشية ممكنة على نطاق غير مسبوق في منتصف القرن، مما أدى إلى حروب لم يسبق لها مثيل أيضًا. ومع ذلك ساهمت الاتصالات المتزايدة في التحول الديمقراطي. تضمنت التطورات التكنولوجية تطوير الطائرات واستكشاف الفضاء والتكنولوجيا النووية والتقدم في علم الوراثة وبزوغ فجر عصر المعلومات.

### الهيمنة الأميركية
الهيمنة الأميركية (بالإنجليزية: Pax Americana) هي تسمية مطبقة على المفهوم التاريخي للسلام الليبرالي النسبي في العالم الغربي، الناتج عن هيمنة القوة التي تتمتع بها الولايات المتحدة الأمريكية بدءًا من بداية القرن العشرين تقريبًا. على الرغم من أن المصطلح وجد فائدته الأساسية في النصف الأخير من القرن العشرين، فقد تم استخدامه في أماكن وعصور مختلفة. تتعلق دلالاته الحديثة بالسلام الذي نشأ بعد نهاية الحرب العالمية الثانية في 1945.

### حقبة الحرب الباردة
بدأت الحرب الباردة في منتصف الأربعينيات واستمرت حتى بداية التسعينيات. وخلال تلك الفترة تم التعبير عن الصراع من خلال الائتلافات العسكرية والتجسس وتطوير الأسلحة والغزوات والدعاية والتطوير التكنولوجي التنافسي. وشمل الصراع الإنفاق الدفاعي الباهظ، وسباق التسلح التقليدي والنووي الهائل، والعديد من الحروب بالوكالة. القوتان العظميان لم يقاتل أحدهما الآخر بشكل مباشر.

حدود دول الناتو (باللون الأزرق) وحلف وارسو (باللون الأحمر) خلال حقبة الحرب الباردة.

أنشأ الاتحاد السوفيتي الكتلة الشرقية من البلدان التي احتلها، وضم بعضها لتكون جمهوريات اشتراكية سوفياتية، واحتفظ ببعضها كدول تابعة والتي شكلت فيما بعد حلف وارسو. بدأت الولايات المتحدة ومختلف دول أوروبا الغربية سياسة احتواء الشيوعية وأقامت عددًا لا يحصى من التحالفات لتحقيق هذه الغاية مثل الناتو. ونسقت الجهود المتعلقة بإعادة بناء أوروبا الغربية مثل ألمانيا الغربية، وهو ما عارضه السوفييت. وفي مناطق أخرى من العالم مثل أمريكا اللاتينية وجنوب شرق آسيا عزز الاتحاد السوفيتي الحركات الثورية الشيوعية التي عارضتها الولايات المتحدة وحلفائها، وفي بعض الحالات حاولت «التراجع». طُلب من العديد من الدول الانضمام إلى الدول التي ستشكل لاحقًا إما الناتو أو حلف وارسو ظهرت حركة عدم الانحياز من الدول التي أرادت الحياد.

المخزونات النووية للولايات المتحدة والاتحاد السوفيتي.

في الصين استخدم ماو تسي تونغ (ماو زيه دونغ) الفكر الماركسي اللينيني. عندما تولى الحزب الشيوعي الصيني السلطة في 1949 رفض المدارس السابقة لفكره باعتبارها متخلفة، عدا الفكر الشرعوية. تم تطهير أجزاء كثيرة من ماضي الصين خلال الثورة الثقافية. على الرغم من أنهم كانوا ودودين في البداية مع الاتحاد السوفيتي، إلا أنهم قد تباعدوا في الانقسام الصيني السوفياتي سنة 1960. واستمرت الصين مع نهاية الحرب الباردة في مسارها الخاص من الدول الشيوعية الأخرى، وبناء علاقات أفضل مع الولايات المتحدة بعد 1972. تعافى الاقتصاد الصيني من الثورة الثقافية بسبب الإصلاحات الموجهة نحو السوق التي قادها دنغ شياوبنغ.
شهدت الحرب الباردة فترات من التوتر الشديد والهدوء النسبي. فنشأت أزمات دولية مثل حصار برلين (1948-1949) والحرب الكورية (1950-1953) أزمة برلين 1961 وحرب فيتنام (1955-1975) وأزمة الصواريخ الكوبية (1962)، والحرب السوفيتية الأفغانية (1979-1989) وتدريبات الناتو في نوفمبر 1983. كانت هناك أيضًا فترات من انخفاض التوتر حيث سعى الجانبان إلى الانفراج. تم ردع الهجمات العسكرية المباشرة على الأعداء من خلال احتمال التدمير المتبادل المؤكد باستخدام الأسلحة النووية.
|  |  |

في أواخر الثمانينيات وبداية التسعينيات شارفت الحرب الباردة على نهايتها، فزادت الولايات المتحدة في عهد الرئيس رونالد ريغان من ضغوطها الدبلوماسية والعسكرية والاقتصادية على الاتحاد السوفيتي، الذي كان يعاني بالفعل من ركود اقتصادي حاد. فبدأ الزعيم السوفيتي المعين حديثًا ميخائيل جورباتشوف بإدخال إصلاحات البيروسترويكا والجلاسنوست في النصف الثاني من الثمانينيات، ولكن الاتحاد السوفيتي انهار سنة 1991، تاركًا الولايات المتحدة القوة العسكرية المهيمنة على الرغم من احتفاظ روسيا بالكثير من الترسانة النووية السوفيتية الضخمة.

### الاستقطاب في أمريكا اللاتينية
اكتسب اليساريون في أمريكا اللاتينية تأثيرًا سياسيًا مهمًا في السبعينات، دفع بسلطات الكنيسة والحزب اليميني وجزءًا كبيرًا من الطبقة الراقية لدعم انقلاب ضد ما أسموه بـ«التهديد الشيوعي». وزاد من تأجيج ذلك التدخل الأمريكي والكوبي مما أدى استقطاب سياسي. وحكمت أكثر بلدان أمريكا الجنوبية (في بعض الفترات) ديكتاتوريات عسكرية مدعومة من الولايات المتحدة الأمريكية. وفي السبعينات تعاونت أنظمة المخروط الجنوبي (منطقة تتكون من عدة دول في أمريكا الجنوبية) في عملية كوندور مما أسفر عن مقتل العديد من المنشقين اليساريين، بما فيها حرب العصابات في المناطق الحضرية. وعلى كلٍ ففي بداية التسعينات استعادت جميع بلدان أمريكا الجنوبية ديمقراطيتها.

### عصر الفضاء

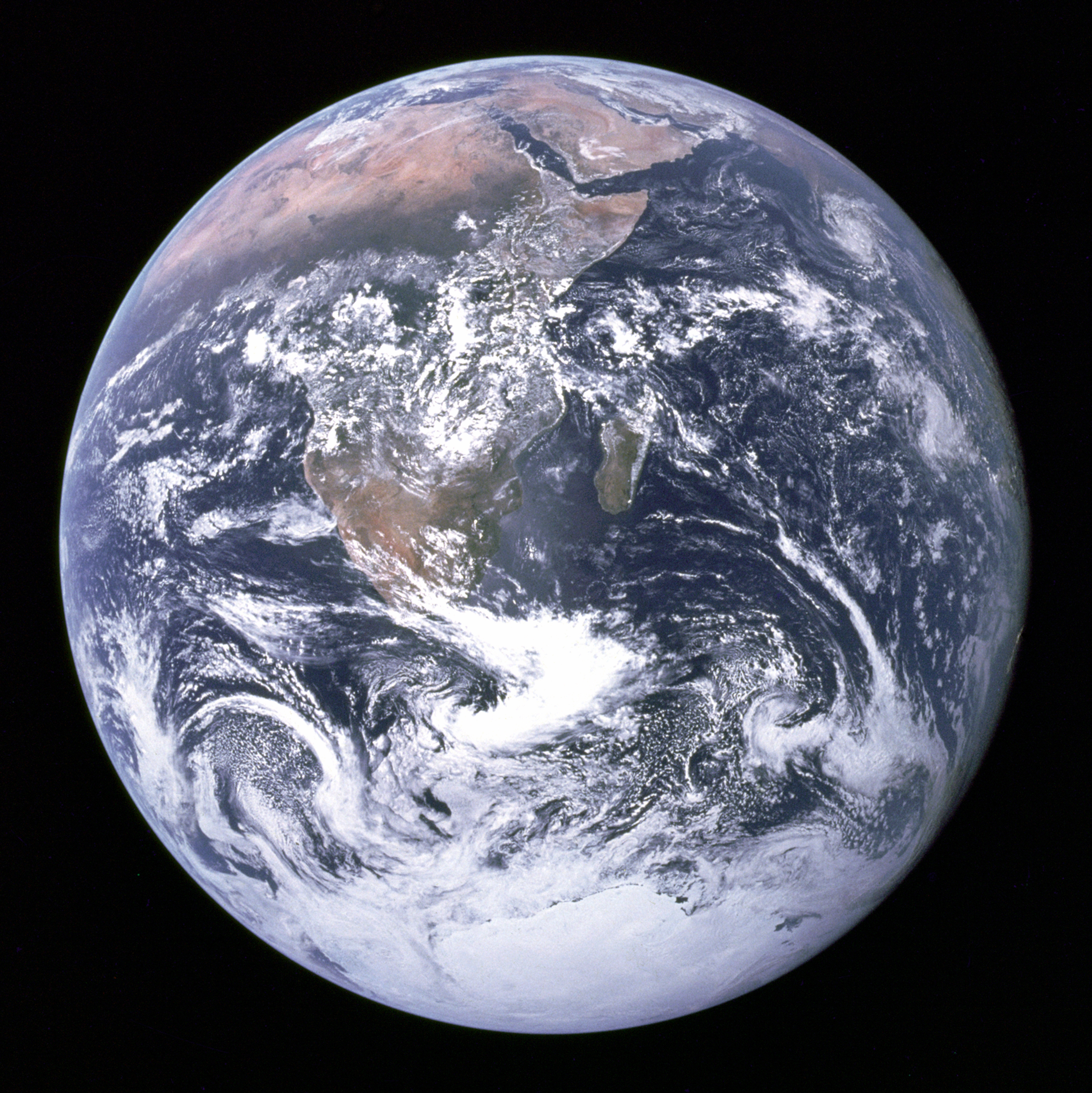
الرخام الأزرق صورة للأرض في 1972 كما تراه أبولو 17. شهد النصف الثاني من القرن العشرين زيادة في الاهتمام باستكشاف الفضاء والحركة البيئية.

عصر الفضاء هي فترة شملت الأنشطة المتعلقة بسباق واستكشاف وتكنولوجيا الفضاء والتطورات الثقافية المتأثرة بتلك الأحداث. بدأ هذا العصر بتطوير عدة تقنيات بدأت بإطلاق الاتحاد السوفيتي أول قمر صناعي في العالم «سبوتنك 1». ودار حول الأرض في 98.1 دقيقة بوزن 83 كغم. وفتح انطلاق هذا القمر عصرًا جديدًا من الإنجازات السياسية والعلمية والتقنية، التي عرفت فيما بعد بـ«عصر الفضاء» الذي تميّز بالتطور السريع في التقنيات الحديثة، وهذا السباق كان متقاربًا في التنافس بين الولايات المتحدة الأمريكية والاتحاد السوفيتي. جلب عصر الفضاء أول رحلة فضاء بشرية خلال برنامج فوستوك، ووصل إلى ذروته مع برنامج أبولو الذي استحوذ على خيال الكثير من سكان العالم. وكان هبوط أبولو 11 على سطح القمر عام 1969 حدثًا شاهده أكثر من 500 مليون شخص حول العالم، ويعرف في أكثر من مكان بأنه أحد اللحظات الحاسمة في القرن العشرين. تركز الاهتمام العالمي على مجالات أخرى مع نهاية سباق الفضاء بسبب انهيار الاتحاد السوفيتي منذ ذلك الحين.

### عصر المعلومات
بدأ عصر المعلومات في منتصف القرن العشرين، وتميز بتحول تاريخي سريع من الصناعة التقليدية التي أسستها الثورة الصناعية إلى اقتصاد يعتمد أساسًا على تكنولوجيا المعلومات. وارتبط فجر عصر المعلومات بتطور تكنولوجيا الترانزستور، خاصةً موسفت (ترانزستور تأثير المجال بأكسيد المعادن وأشباه الموصلات)، والذي أصبح لبنة البناء الأساسية للإلكترونيات الرقمية وأحدث ثورة في التكنولوجيا الحديثة.
وفقًا لشبكة إدارة الأمم المتحدة للشؤون الاقتصادية والاجتماعية، تم تشكيل عصر المعلومات من خلال الاستفادة من التطورات الحاسوبية الدقيقة، والتي عند استخدامها على نطاق أوسع داخل المجتمع، من شأنها أن تؤدي إلى تحديث المعلومات وعمليات الاتصال لتصبح القوة الدافعة للتطور الاجتماعي.